# Massacre de polonesos a Volínia
La Massacre de Polonesos a Volínia (ucraïnès: Волинська трагедія - Tragèdia voliniana, polonès "Rzeź wołyńska" - Massacre voliniana) és una neteja ètnica realitzada a Volínia (polonès Wołyń) durant la Segona Guerra Mundial. Durant el curs de la guerra, s'estima que uns 80.000 polonesos van ser massacrats per l'Exèrcit Insurgent Ucraïnès (ucraïnès: Українська Повстанська Армія Ukrainska Povstanska Armiya, o UPA) i altres grups armats. Això va ocórrer el 1943 i 1944 a Volínia (avui Ucraïna), i la majoria de les morts van ocórrer a l'estiu i tardor de 1943. En el mateix període, la milícia polonesa va exterminar milers de camperols ucraïnesos. En l'actualitat, ambdues parts i s'acusen mútuament de l'esclat de matances. Segueix sent probable que el conflicte fos encoratjat o causat per l'Alemanya nazi que ocupava la regió durant la tragèdia.

## Antecedents

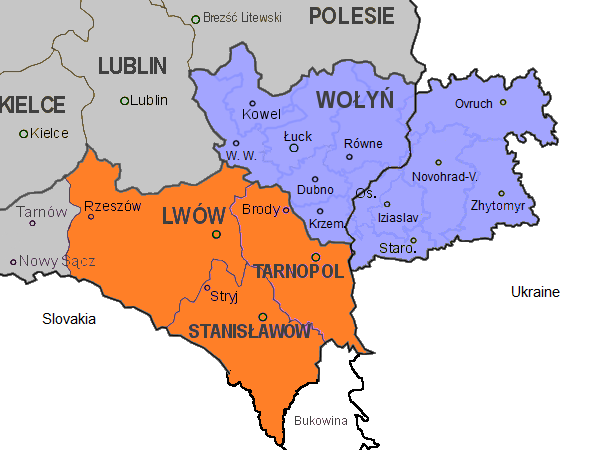
Mapa de Volçínia (blau) i Galítsia Oriental (taronja) en 1939.

Volínia, regió principalment habitada pels ucraïnesos (principalment camperols), formava part de l'Imperi Rus que va dirigir una forta política de russificació en contrast amb Galítsia el govern austríac de la qual, a Viena, permeté el desenvolupament d'una certa autonomia política o cultural - Lemberg (Lviv), i no Cracòvia, va ser la seu del parlament local on hi havia un excés de representació dels propietaris de terres polonesos abans de la Primera Guerra Mundial. També hi vivien molts jueus i polonesos.
La presència jueva es remunta al segle x i la instal·lació progressiva, especialment a les ciutats i pobles, per la voluntat colonial dels amos d'aquestes contrades (la Rus de Kíev i els seus successors, els principats russos, els mongols, el Gran Ducat de Lituània, hereu de la primera civilització russa i sobretot el Regne de Polònia) només s'interromp durant breus períodes. Els jueus van ser expulsats de Lituània entre 1495 i 1503, van morir o es van mesclar amb els catòlics i els caraïtes en la revolta cosaca de l'ataman Bohdan Khmelnitski, en 1648-1649, contra el govern polonès. Aconsegueixen privilegis (segle XIV) i fins i tot un estat d'igualtat (segle xvi) amb els cristians dels Ducs de Lituània i dels reis polonesos en ciutats com Kòvel o Łuck. La dieta 1775 va atorgar als jueus llibertat per adquirir terres i el govern rus va començar en la primera meitat del segle xix una campanya d'assentaments jueus a les províncies occidentals (segons Lev Babicki: 33.000 agricultors jueus el 1859, xifra que alguns historiadors posen en dubte), però es va aturar a partir de 1861). Els jueus constituïen la majoria dels habitants de pobles i ciutats (1897: 48 48% a Kowel i 60% a Luck). Víctimes dels pogroms de l'exèrcit de la República Popular d'Ucraïna o dels seus destacaments encapçalats per "atamans", com va ser el cas més a l'est (vegeu Símon Petliura). Totes les comunitats jueves van ser destruïdes en 1942.
La presència dels polonesos es deu a segles de dominació polonesa. La noblesa local fou poloniztada i es va convertir al catolicisme, fins i tot abans de les particions de Polònia. Part de la noblesa, originària de més enllà del riu Buh, un riu que separava, grosso modo, el món catòlic del món ortodox, així com els agricultors, convidats per ella per netejar i treballar la terra, van rebre donacions reials que, en aquest cas, estaven destinades també a institucions eclesiàstiques catòliques, a partir de la Unió de Lublin. Les grans famílies de prínceps rutens constituïen una petita minoria dels magnats, propietaris de les grans hisendes (latifundis) com ara els Czartoryski, els Rzewuski els Czacki o els Wiśniowiecki (encara en 1830 els mariscals de la noblesa de Volínia erent tots polonesos). Oberts a la cultura occidental, de parla francesa, vivien en cases envoltades de parcs i jardins similars als de les grans famílies aristocràtiques abans de la Revolució Francesa. Algunes famílies practicaven el clientelisme i permetien el funcionament de les institucions eclesiàstiques i educatives. Tadeusz Czacki, per exemple, està en l'origen de la fundació en 1803 del Liceu de Krzemeniec, anomenat l'"Atenes de Volínia", una mena d'universitat polonesa, a la qual van assistir, entre d'altres, Juliusz Słowacki (el gran poeta romàntic als ulls de Polònia és també l'autor d'una obra de teatre dedicada a un heroi d'Ucraïna, Ivan Mazepa). Però milers de nobles que van rebre formació intel·lectual a les escoles poloneses, seculars o eclesiàstics s'havien empobrit durant els xviii i xix, víctimes no només dels capricis de la vida, sinó també les repressions russes després de les insurreccions de 1830 i 1863 (confiscacions i deportacions). Cal recordar que aquests senyors, que conreaven per si mateixos de vegades la terra (llur casa, fins i tot en el període d'entreguerres, era clarament distingible de la dels antics servents per la presència de dues columnes, a l'entrada, a imatge i semblança de la típica mansió noble) eren una elit en aquests territoris davant els camperols ucraïnesos, sotmesos a servitud fins al 1861, sotmesos a corvees i analfabets. Mentre que els edificis de les esglésies catòliques, fundats per nobles, van ser construïts amb pedra i maó, les esglésies ortodoxes, sovint obra de la pietat popular, eren petites i de fusta. La meitat dels latifundis van passar després del 1863 a mans russes a través de la confiscació o venda. La seva fragmentació va permetre la compra de petits lots per part de colons txecs i alemanys, cridats pel règim tsarista per contrarestar la presència polonesa, mentre que la pagesia ucraïnesa patia de manca de terra. Alguns propietaris polonesos van aconseguir mantenir la propietat de la seva terra a través de compres fictícies realitzades a través d'intermediaris jueus que administraven en llur nom, mentre l'ucàs imperial prohibia la instal·lació dels catòlics polonesos a Volínia. Després de la primera revolució (1905) l'edicte imperial de la tolerància del 1906 autoritzà la construcció d'esglésies catòliques a la ciutat, mentre que les decomissades a favor dels ortodoxos patiren transformacions estil.
A més d'aquestes dues categories de la població hi havia txecs i alemanys, ja esmentats, russos associats a l'ocupació, armenis, originaris de Crimea, presents aquí, com els caraïtes des del segle xiv. El 1914, per exemple, Łuck, capital de la regió, seu del governador rus, tenia 30.000 habitants: 24.000 jueus, 2.300 russos 2000 polonesos, 170 alemanys, 150 caraïtes, 100 txecs i una dotzena de famílies armènies i musulmans (tàrtars).

## «Triangle volinià» - Història de les relacions entre ucraïnesos, polonesos i russos

### La República de les Dues Nacions
Arran de la Unió de Lublin 1569 els territoris de l'actual Ucraïna van ser incorporats a la Corona de Polònia malgrat les protestes dels delegats rutens del Gran Ducat de Lituània (Estat que fins llavors tenia una unió personal amb el Regne de Polònia). Voivodship Volyn (capital Łuck)) va passar a ser propietat del rei. En 1596 els bisbes rutens (ucraïnès) ortodoxos es van veure obligats pel rei de la nova dinastia Vasa, d'origen suec, Segimon III, signar de nou la Unió en el Sínode de Brest Litovsk (Brześć Litewski) i acceptà l'autoritat del Papa. Aquesta reunió de bisbes va crear l'Església Grecocatòlica Ucraïnesa (uniata) en la imatge de la que existeix en Rússia Roja que pertanyia a Polònia des del segle xiv.
Ucraïna va ser el teatre de molts aixecaments cosacs (p. ex. el de Nalewajka, en 1637-1638) esclafada pels polonesos. Aquests alçaments expressaven, tot sovint, una insatisfacció de naturalesa social (cf. revolta social dels "Haidamaks") així com la submissió dels camperols ucraïnesos lliures als nobles polonesos que s'havien apoderat de les grans propietats (latifundis), o bé de tipus religiós, tot i que la política govern polonès contra els ortodoxos va ser relativament tolerant en la primera meitat del segle xviii. La més important va ser la de Bohdan Khmelnitski (considerat el primer cap d'Estat ucraïnès independent pels mateixos ucraïnesos) el qual, comandant el 1647 una "sotnia" de cosacs (destacament), va organitzar un cop militar, una rebel·lió local el pretext de la qual va ser la negativa de la dieta a augmentar el nombre de cosacs "registrats", promesa del rei Ladislau IV durant els preparatius de la guerra contra l'Imperi Otomà, i que es transformà en un aixecament general de totes les terres ucraïneses, al qual s'hi afegiren la burgesia urbana i el baix clergat. La raó que es va donar va ser la defensa de l'ortodòxia en contra de les "persecucions" dels catòlics polonesos, però en realitat es tractava, per als cosacs zaporoges (transdnieprians), la restauració de les "llibertats" arrabasses deu anys enrere. Khmelnitski va ser triat "Hetman", va signar una aliança amb els tàrtars de Crimea i va atacar Volínia i la Rutènia Roja amb milers de camperols ucraïnesos revoltats contra els nobles polonesos. L'odi dels polonesos i jueus va ser la causa dels pogroms comesos quan passaven els exèrcits cosacs. Els ecos d'aquest desastre arribaren, a través de comerciants jueus, a Europa Occidental i encara són presents en les cançons hassídiques. Coneixem la història del petit exèrcit del gran senyor polonès de Volínia "kniaz" (príncep) Jeremi Wiśniowiecki el qual, penetrant des del nord, rebutjà momentàniament els exèrcits de Khmelnitski i va permetre que molts jueus se salvessin. El príncep, pobre estrateg, com escrigué Paweł Jasienica en opinió dels seus contemporanis, es va fer conegut per la seva crueltat contra els rebels camperols, presoners (decapitacions, penjaments i empalaments a les places de ciutats i pobles), però va ser la resposta a les atrocitats comeses contra els presos pel líder cosac Maxim Krzywonos ("Nas Tort"). Cal recordar que els jueus, establerts en aquestes terres pel govern polonès, sovint servien com a intermediaris entre els camperols serfs i els grans senyors, posaders als que s'havia concedit el privilegi de vendre alcohol, eren també comerciants concurrents amb els artesans cristians en ciutats i pobles, així com recaptadors d'impostos en nom dels prínceps. Per tant, la fúria camperola, sostinguda pel clergat ortodox, es va dirigir en contra d'aquests "Judes deïcides." Lwow (Lwów, Lviv) va ser assetjada i l'exèrcit de Khmelnitski va arribar al Buh, frontera de la Petita Polònia. Els acords temporals signats a Zbaraj-Zbaraż (agost de 1648), després de la derrota polonesa a Pilawce (pronunciat Pilavtsé), que preveien l'enregistrament de 40,000 cosacs, que havien de residir a les óblasti de Kíev, Bràtslav (Bracław) i Txerníhiv, van prohibir el manteniment de les tropes de la Corona en aquests territoris, van abolir la Unió d'Esglésies, expulsaren els jueus i els jesuïtes i van donar l'administració d'aquests voivodats a nobles ortodoxos. Sens dubte va ser una victòria per als cosacs zaporoges, que de fet aspiraven assimilar la noblesa polonesa, però no així per a les demandes dels camperols, el sistema social dels quals no es posà no es posà en dubte, ni per a les ambicions del hetman.
Durant les guerres cosaques va sorgir la idea de la Federació de les Tres Nacions (idea defensada pel voivoda Kíev, Marian Kisiel i el nou rei, Joan Casimir Vasa), els ucraïnesos és el tercer element, però la noblesa polonesa i lituana s'hi oposà i a Pereiàslav en 1654, els delegats del tsar i l'hetman negociaren el tractat final, que atorgava a la part russa tota la Ucraïna oriental (marge dret del Dnièper). La guerra entre Polònia i Rússia feu dividir els cosacs i el 1658 i una part d'ells va optar per la Federació, i la República de les Tres Nacions va quedar en lletra morta. L'armistici d'Andrússovo (1667), que va posar fi al conflicte entre Polònia i el Tsarat Rus, va consagrar el fet, mentre que el Tractat de Karlowitz de 1699, que fixava la frontera al Dnièster donava una part meridional a l'Imperi Otomà (Bucovina i Bessaràbia). El límit entre els tres estats es va mantenir estable durant un segle.
L'assimilació d'Ucraïna oriental s'accelerà. El metropolità ortodox de Kíev va reconèixer després de l'aprovació del Patriarca de Constantinoble, l'autoritat del Patriarca de Moscou en 1684. Durant la Gran Guerra del Nord (1700-1709) entre la Rússia de Pere el Gran i la Suècia de Carles XII, va aparèixer un ambiciós ataman, Ivan Mazepa, que d'entrada estigué vinculat a Rússia però després va arribar a un acord amb la Polònia de Stanislas Leszczyńsk recolzat pel Rei de Suècia, i amb el mateix Carles XII, que reconegué la independència d'Ucraïna transdniperiana contra el suport de les tropes cosaques zaporoges. Poc seguit pel poble, fou acusat d'anatema pel clergat ortodox, ja subjecte a Moscou, que hi veia una aliança contra natura, tenint en compte el protestantisme del monarca suec i el catolicisme del seu protegit polonès. El govern rus no va considerar Ucraïna com altra cosa que no fos una província russa, en la qual un exèrcit de cosacs, ja mercenari, conservava un estatut d'autonomia; el govern rus no podia acceptar el naixement d'un nou Estat independent. Els plans de Mazepa es van esfondrar a Poltava (derrota de Suècia, 1709) i el seu exèrcit es van refugiar a Turquia. Els russos van aprofitar l'oportunitat per accentuar la política d'assimilació a la Ucraïna transdniepriana. En 1720, un edicte va prohibir l'ús de la llengua literària ucraïnesa, excepte, i amb les reserves per a obres religioses. Era un llenguatge que comptava poc a ulls dels buròcrates de l'entorn del tsar. Els dialectes populars no estaven amenaçats perquè tenien poca expressió escrita.
El país, l'idioma oficial del qual era el rus, va ser sotmès a una política centralitzadora i « uniformitzadora » que es recolzava en la noblesa. El 1764 el govern va abolir la institució de l'Hetmanat i els regiments cosacs van ser convertits en 10 regiments de fusellers abans dels 6 anys de servei. Els cosacs van formar una categoria de pagesos lliures, mentre els agricultors que depenien de la noblesa cosaca van ser definitivament lligats a la terra. La servitud es va estendre sobre gran part d'Ucraïna, com va ser el cas de Polònia, mentre que l'Església d'Ucraïna, la propietat de la qual va ser secularitzada, va seguir el destí de l'Església Ortodoxa. No obstant això, l'Església de Kíev va continuar jugant a Rússia, almenys fins al final del segle xviii, el paper de metròpoli intel·lectual dels eslaus orientals en un moment en què la instrucció era cosa de l'Església. La seva Acadèmia Eclesiàstica, les classes de la qual s'impartien en llatí, es va mantenir molt activa i forní a Moscou amb sacerdots instruïts amb la creació de l'Acadèmia eslavo-greco-llatina en 1687 que, certament, aviat va esdevenir un instrument de censura.

### Repartiment de Polònia
El 1772 la República de les Dues Nacions, el rei de la qual era triat per la noblesa, era Estanislau II de Polònia amant i favorit de Caterina la Gran, pateix la primera partició entre les tres potències veïnes, Rússia, Prússia i Àustria. Aquesta última va ocupar la Petita Polònia i la Rutènia Roja amb la seva capital, Lwow, i li donà el nou nom de "regne de Galítsia i Lodomèria". Cracòvia es mantingué polonesa, però fou igualment annexionada amb posterioritat, després de la insurrecció de 1846. Ucraïna, amb Volínia, va seguir sent polonesa, però el 1782, els Habsburg li van arrencar il·legalment una petita part al sud d'aquesta última (districte de Krzemieniec) i l'incorporaren a Galítsia. La segona partició en 1793 feu entrar Ucraïna, amb Volínia, la Rússia Blanca, la Russia Negra i la Polèsia (territoris de l'actual Belarús) en el si de Rússia (vegeu mapes). La tercera partició no tocà terres rutenes, però les Guerres Napoleòniques va alterar les possessions russes avançades d'Occident (la part sud de Volínia retorna a l'Imperi Moscovita). Els límits d'aquestes regions es van mantenir estables des de llavors (vegeu la Santa Aliança, nascuda del Congrés de Viena) fins a la Primera Guerra Mundial.
En 1768 esclatà la guerra contra l'Imperi Otomà i els russos van ocupar Bucovina, que van evacuar després del Tractat de Küçük Kaynarca (1774), però els austríacs van prendre el seu lloc i van que la Sublim Porta els cedís (1775) aquesta província. Àustria va donar oficialment al país el nom de Bucovina (nom eslau que significa "país dels boscos de faigs"). El nou govern austríac va despullar completament l'Església ortodoxa de la seva immensa riquesa i es va esforçar per poblar la seva nova província fent-hi venir colons de Saxònia i Württemberg. Fins al 1786 l'administració va ser purament militar. El 1787, Bucovina es va unir amb Galítsia.

### Territoris annexionats per Rússia
Els russos van crear 3 grans províncies ucraïneses encapçalades per un governador nomenat per Sant Petersburg, les de Kíev, Volínia amb la capital Zytomierz i Podòlia (Kàmienets-Podilski). Al principi no hi va haver agitació social: Caterina II garantí als nobles polonesos els seus "drets" sobre els camperols ucraïnesos. El nou govern considerava els ucraïnesos com una branca del poble rus (rossiïski, gran rus i no Ruski, rutè), però al principi de l'ocupació el poder no va combatre amb acarnissament el moviment nacional ucraïnès emergent. L'administració estava tot just en formació i l'element dominant a afeblir eren més aviat els terratinents polonesos, sobretot després de la insurrecció de 1831 (organitzada per l'element nobiliari), que va esclatar al Tsarat de Polònia i es va estendre més enllà de les seves fronteres als territoris lituans, belarussos i ucraïnesos.
És al final de segle xviii quan apareix la llengua literària ucraïnesa, per la publicació de l'"Eneida" d'Ivan Kotliarevski (1798), que és considerat el veritable creador de la llengua ucraïnesa moderna, lliure d'un vocabulari literari ple d'eslavònic i rus. En els cercles acadèmics de Khàrkiv i Kíev hi havia un cert interès per la història i les tradicions populars. Alguns s'uniren al moviment decabrista, decapitat el 1825, mentre que altres estaven animats per un esperit paneslau (cf. la Germandat de Ciril i Metodi, societat clandestina que defensava el federalisme i la igualtat dels pobles eslaus, liquidada pel poder el 1846) a la qual podem associar l'activitat revolucionària i violentament anti-tsarista de Taràs Xevtxenko, poeta romàntic, condemnat a 10 anys a l'exili a Sibèria (vegeu la pel·lícula 1951 del mateix títol d'Íhor Savtxenko, completada pel seu alumne, Serguei Paradjànov, que també va produir "Rapsòdia ucraïnesa", i sobretot el 1965 "Cavalls de Foc", revelació i triomf internacional Paral·lelament, en els anys 1830-1850, es desenvoluparen els estudis històrics dirigits a conèixer el passat d'Ucraïna. La publicació en 1846 d'una falsament patriòtica "La llegenda històrica d'Ucraïna" obra extraordinària, tant per les seves falsificacions com per la seva exposició ordenada de fets indubtables, i que remunta la història del país des del regne de Kíev fins als cosacs del segle xviii esdevingué "un defensa històric i polític d'una Ucraïna independent, única hereva de la Rússia premongola, oposada a la Polònia catòlica i la Moscòvia tàrtara." (Vegeu E.Borsxak, La llegenda històrica ...).
No obstant això, la primera manifestació d'una consciència nacional ucraïnesa és el llibre del Gènesi del poble ucraïnès de Mikola Kostomàrov, escrit en ucraïnès i traduït al rus per marcar la diferència de les dues "nacions". A mitjan segle, els treballs del comparatista Franc Miklošič i del filòleg Oleksandr Potebnià, fundador del llenguatge científic, sens dubte va elevar l'estatus de la llengua ucraïnesa. la insurrecció de 1863 va posar fi a la relativa tolerància existent; la qüestió ucraïnesa seria considerada pels insurgents com a polonesa. El govern rus va fingir creure les amenaces separatistes (qualificades de "mazepisme").
L'any 1863 marcà també el començament d'una nova política de repressió, amb el suport dels cercles russos més nacionalistes i definida per la circular de Valuiev de 1863. Les revistes existents van ser suprimits, la censura a la llengua ucraïnesa, reforçada (heus ací l'exemple del punt de vista oficial: "... no hi ha hagut mai un idioma petit-rus, ni n'hi ha ni n'hi pot haver. La llengua emprada per les classes baixes no és altra cosa que rus corromput per la influència polonesa"). El nom d'Ucraïna, com el de Polònia, va desaparèixer i fou reemplaçat per "Regió del Sud-oest" i "País del Vístula." L'ucàs d'Ems de 1876 prohibeix la publicació en ucraïnès.
La industrialització del país feia créixer la importància de la burgesia ucraïnesa, compromesa amb els valors nacionals i feia augmentart el nombre de patriotes actius. El 1897 es va celebrar un Congrés il·legal de "hromades" (societats secretes radicals dels nacionalistes ucraïnesos societats secretes) d'on va sorgir una organització general que posteriorment es transformà en el Partit Democràtic Ucraïnès (1904). L'any següent, a Poltava, la commemoració del centenari de la publicació de l'"Eneida" de Kotliarevski es va convertir en un esdeveniment polític quan, després de la intervenció dels delegats de Galítsia i Bucovina, el discurs dels quals, en ucraïnès, elevà l'entusiasme dels assistents, el delegat rus va voler, al seu torn, expressar-se en la seva llengua materna, fet que va ser prohibit pel representant governamental. Tots els delegats van estripar els seus discursos però l'escàndol no van donar lloc a sancions. La prohibició de presentar informes en ucraïnès al congrés d'arqueologia Kíev el 1899 va desencadenar una onada de protestes a les principals ciutats. Els municipis i una sèrie de "zemstvos" (representacions dels nobles), reclamaren al govern la introducció de l'ensenyament en ucraïnès a les escoles primàries. La generació més jove, més radical, tractava d'apropar-se dels moviments revolucionaris o llançava reivindicacions extremistes com la de Mikoka Mikhnovski d'Ucraïna "... una, indivisible, lliure, independent, dels Carpats al Caucas" divisa repudiada pel seu propi Partit Revolucionari Ucraïnès, el programa del qual no s'estenia a una ruptura total amb l'Imperi. Posteriorment Mikhnovski va fundar un nou partit (el Partit Nacional Ucraïnès).
La diversitat de posicions i la fragmentació d'un moviment que es veia com el de les minories cultivades i atreia poc les masses populars, són les característiques de la situació política a Ucraïna el 1900. La sort dels pagesos, la condició obrera, les llibertats fonamentals i la participació en el poder eren les preocupacions més importants a escala d'un Imperi que cada cop més començava a adonar-se dels perills que apareixen a escala europea i mundial. La Revolució de 1905 va sacsejar al règim i va obligar a Nicolau II a fer concessions. Les revistes ucraïneses es van multiplicar, l'idioma ucraïnès s'ensenyava a tots els nivells, les obres de Xevtxenko i altres, es publicaven, i el 1907 l'Acadèmia Imperial va reconèixer que l'ucraïnès no era un simple dialecte del rus, sinó una llengua real. La primera Duma, integrada per 98 membres, comptava amb 40 diputats ucraïnesos; en la segona eren 47, però a la tercera, la dels "senyors" elegida d'una manera menys democràtica, els ucraïnesos ja no tenien una tribuna política. La por a la guerra i al nacionalisme panrús, va empènyer el govern a retallar les llibertats atorgades. El 1910 només hi havia un diari en ucraïnès la "Rada" i la repressió s'abaté sobre el "separatisme" ucraïnès. Els homes i les publicacions es refugiaren a la clandestinitat o emprengueren el camí de l'exili a l'estranger (Galítsia i Bucovina, Praga, Viena i Suïssa). L'any 1914, amb motiu del centenari del naixement de Xevtxenko, va ser l'escenari d'enfrontaments entre nacionalistes russos i ucraïnesos. La premsa del govern, ultranacionalista i clerical va endegar una campanya contra l'ucraïnès, en la qual Galítxia oriental era percebuda com el "Piemont d'Ucraïna": els diaris quedaren prohibits els diaris, i les escoles, biblioteques i institucions científiques, tancats. Un informe al Gran Duc Nicolau afirmava: "l'ucraïnisme no és altra cosa que un exèrcit forjat pel govern de Viena." La llengua russa reemplaçà l'ucraïnès i el clergat ortodox, vingut de Kíev, exercí una forta pressió sobre el clergat uniat per tal que s'hi unís. El metropolità E.V. Xeptitski resident a Lviv (Lvov), va ser castigat per la seva resistència i deportat a Rússia, a Súzdal a la presó reservada per als eclesiàstics. Aquestes mesures van provocar protestes a la Duma, incloses les de Miliukov i després les de Kérenski. Les potències centrals haurien de fer-ne un bon ús durant la Gran Guerra tot recolzant un Comitè per a l'Alliberament d'Ucraïna, creat a l'estranger i publicant mapes del país per alliberar que abastava 900.000 quilòmetres quadrats i que s'estenia fins al Caspi.

### Territoris annexionats per Àustria
La situació dels ucraïnesos es presentava d'una manera completament diferent a la Galítsia austríaca. En la primera fase el procés de polonització va continuar i l'únic centre de desenvolupament del moviment ucraïnès era l'Església uniata, també fortament polonitzada. L'actitud dels polonesos s'assemblava a la dels russos, és a dir, els ucraïnesos no representaven pas un cas particular, sinó que eren una branca rutena del poble polonès. Només quan els ucraïnesos van emergir com una poderosa força política (després de Primavera dels Pobles i la creació de la Holovnà Ruska Rada (ucraïnès: Головна Руська Рада o bé « Головна Руска Рада » en ortografia de l'època - "Consell suprem de Rutènia") Viena va decidir una política de divisió i desviació del sentiment nacional ucraïnès contra els polonesos.
Bucovina va ser unida en 1787 a Galítsia. La regió, el fons de la qual era eslau (rutens de terres baixes i de muntanya, anomenats Huculs, pronunciat "Hutsuls", i emparentats amb els rutens i moldava, i que s'havia enriquit entre els segles XIV XVII de diversos elements: per tant, romanès, armeni, hongarès, polonès i jueu, tenien una societat multiètnica, quan Àustria se la va quedar. Els colons alemanys i polonesos (els muntanyesos de la Silèsia austríaca vinguts a principis del segle xix i després d'altres, ja que el país pertanyia a Galítsia) i els jueus russos que fugien d'Ucraïna reforçaren encara més el caràcter especial d'aquest país. L'emperador Josep II, que nomenava tota l'administració local i els dignataris eclesiàstics, va permetre un desenvolupament de l'educació en diversos idiomes (ucraïnès, romanès, alemany, polonès, hongarès i jiddisch). Des de 1849, va formar, amb excepció d'un breu període (1859-1861), una província especial de l'Imperi sota el nom de "Ducat de Bucovina," amb un parlament local (Landtag) a Txernivtsí (Czernowitz). Sota Francesc Josep I la vida cultural de les diferents comunitats es va animar i la seva capital, Czernowitz ho va aprofitar l'oportunitat per modernitzar-se (sistema de canalitzacions, electricitat, pavimentat dels carrers i fins i tot tramvia). Els enginyers polonesos de Lviv construïren el ferrocarril que uneix la capital de Galítsia a Iași (Romania) que passava per Suczawa (Suceava en romanès) i Czernowitz i que permetia l'enllaç Mar Bàltic - Mar Negre. El 1875 es va obrir a la capital del ducat una universitat on es crearen organitzacions d'estudiants en funció de llur pertinença ètnica, entre les quals la "Soiuz" (Unió) ucraïnesa, « Ognisko » (Foguera) i « Lechia » poloneses o fins i tot « Karima » sionista i « Zefira » i « Hebronia » jueves
Segons el cens de 1857, a Bucovina hi havia 4.558.000 habitants, el 44,6% d'ells romanesos, especialment al sud, amb fortes diferències socials; un 38,2% de rutens i huculs, camperols pobres i pastors sense tradició ciutadana; un 6,4% d'alemanys, empleats, artesans qualificats, enginyers de mines i metal·lúrgia; un 6,5% de jueus que vivien en pobles i ciutats, comerciants i artesans, metges, advocats i periodistes; un 3% de polonesos, ciutadans que constituïen el segon grup ètnic de la capital després dels jueus; 1,6% d'hongaresos; 0,57% de russos vells creients que havien fugit de les persecucions; i finalment un 0,1% d'armenis. Tres quartes parts de la població, majoritàriament analfabeta, vivia d'activitats agrícoles i ramaderes en l'any 1880 fins al final del segle xix. Com la majoria (60%) dels agricultors no tenia més de 2 ha, mentre que el 40% de la terra era propietat dels grans terratinents, la qual cosa a donar lloc a una forta emigració als Estats Units i Brasil. A principis del segle xx la composició confessional era la següent: ortodoxos (romanesos i ucraïnesos) - 68,44%; israelites - 12,86%; catòlics (polonesos, hongaresos i alemanys) - 12,23%; calvinistes i luterans (alemanys i hongaresos) - 2,56%, sense comptar els vells creients russos, els armenis catòlics i de ritu oriental i els gitanos (0,7% - 6000?). Un dels representants dels jueus de Bucovina és l'escriptor israelià Aharon Appelfeld.
La Rutènia transcarpàtica també anomenada subcarpàtica per romanesos i hongaresos depenia de Budapest des del segle xiii i englobava la vall alta del Cisa (Tisza en hongarès). Segons el cens de 1846 la població era de 469.000 habitants, distribuïts de la següent manera: 235.000 rutens, 120.000 hongaresos, 65.000 jueus, 14.000 eslovacs i 10.000 alemanys. Els austríacs van crear una xarxa d'escoles primàries amb dos idiomes: rutè i eslovacs. La regió patí diverses destruccions a causa de les revoltes i la insurrecció hongaresa de 1848 i fou transformada momentàniament en districte separat de la monarquia hongaresa (1849-1850). Extremadament pobra, va esdevenir durant la segona meitat del segle xix una terra d'emigració envers els Estats Units, l'Uruguai, l'Argentina i Austràlia (entre 200.000 400.000 persones). El cens de 1880 donava un 59,5% de rutens, 25,7% d'hongaresos, 7,8% d'alemanys, 4,1% de romanesos, 2,1% d'eslovacs i txecs, 0,5% per als altres.
Després d'haver signat un acord amb els polonesos el 1861 (l'autonomia de Galítsia consistí en la creació del parlament local, el Landtag a Lwów, la polonització de l'administració i l'educació, així com de la universitat i de la politècnica de Lwów i, finalment, el nomenament del governador polonès) contra llur suport al parlament a Viena, els austríacs consideraren el problema ucraïnès com un assumpte intern polonès. Nogensmenys, els ucraïnesos que vivien sota domini polonès tenien molt millors condicions per al desenvolupament de la seva cultura nacional, que no pas els seus germans que vivien sota el jou tsarista. Una altra de les raons per a aquest desenvolupament va ser el nivell més alt de vida i una major taxa d'urbanització a Lodomèria-Galítsia. Els ucraïnesos vivien a la part oriental (Galítsia oriental o Rutènia) amb Lviv i Przemyśl, però eren una minoria a les ciutats dominades pels jueus i polonesos. Van exigir la divisió de Galítsia, on a l'est ells tindriein la majoria i el sufragi democràtic. Fins al final de la política de l'Imperi austrohongarès, la vida política de Galítsia va ser dominada pels conservadors, partidaris del compromís, però l'esclat de moviments nacionalistes preparava un futur ombrívol.
Un corrent russòfil molt portava la intelligentsia ucraïnesa cap al gran veí de l'est. El fet que aquesta intel·lectualitat estigués composta en part per sacerdots i clergues uniates, germans de l'Església ortodoxa no afeblí aquest corrent, atès que les seves posicions eren més aviat de naturalesa conservadora, els règims monàrquics eren percebuts per ells com a protectors de la tradició. Un dels seus representants (el pare Ivan Naumòvitx) no es va estar de dir: "Davant d'una elecció, què preferim ?, ofegar-nos a l'oceà rus o al pantà polonès"? Tot i la llei d'autonomia (1861) i el règim constitucional dualista (Ausgleich, 1867) els ucraïnesos conservaren un cert nombre de llibertats desconegudes a l'altra banda de la frontera, en particular l'ús de la llengua a les escoles primàries i reberen drets teòricament iguals als dels d'altres nacionalitats. Galítsia continuà sent dominada per una rica aristocràcia polonesa de terratinents (1.500 famílies posseïen el 42% de la terra) que tenien també el monopoli de la fabricació i venda de vodka, i una burgesia urbana polonesa i jueva. El sistema electoral de "cúries" del Parlament de Viena a la Dieta de Galítsia, desafavoria els ucraïnesos que estaven representats només a les cúries camperoles. Tot i aquesta mala situació política, a la qual s'afegia, a més, una situació social miserable de la pagesia (la major part de la qual era analfabeta) la Galítsia austríaca va gaudir d'un règim relativament liberal que va permetre en gran manera l'expressió del nacionalisme ucraïnès.
Els dirigents ucraïnesos de Galítsia es van dividir en dues faccions, totes dos hostils al govern de Viena, una de les quals era favorable a Rússia, al voltant del periòdic "Slovo" (Paraula), l'altra - populista - a la recerca d'un acord amb els polonesos per compartir Galítsia. El fracàs d'aquesta última va portar als seus líders a estar més a prop dels de l'altra tendència. El moviment populista es basava en organitzacions (hromadae) secretes (la primera es formà a Lwów en 1863), però el règim liberal va autoritzar la creació en 1868 de la societat "Prosvita" (ucraïnès: просвіта "Il·lustració"), després de "Ridna xkola" (ucraïnès: Рідна школа "societat de pedagogia"), l'Associació de les Ciències "Xevtxenko", « Sokil » (falcó) i "Sitx" (associacions d'educació esportiva i paramilitars i, finalment, "Luh" (Associació de gimnàstica i bombers), el propòsit de les quals era elevar el nivell intel·lectual i despertar la consciència nacional. Intel·lectuals com ara Ivan Frankó (erudit i poeta), Mikhailo Pavlik (escriptor i polític), Mikhailo Hruixevski (historiador), Kost Levitski (polític) i artistes com Solomia Kruixelnitska hi treballaven, sense obstacles ni censura. La Universitat de Lviv posseïa càtedres ucraïneses. El 1890, Frankò i Pavlik fundaren el Partit Radical d'Ucraïna que responia més a les aspiracions de les noves generacions, decebudes del populisme. Revistes com « Narod » (ucraïnès: народ "poble, nació" s'havien convertit en el nou instrument de l'educació dels camperols i de la propaganda socialista i nacional. Duien a terme una campanya d'oposició a l'hora contra el govern i la tendència populista. El 1895 el partit va reclamar la independència del poble d'Ucraïna, però es va dividir en 1900 en tres tendències: radical nacional-demòcrata i socialdemòcrata.
Passava exactament el mateix amb la part polonesa. Amb el nou estatut d'autonomia el govern local, sempre dirigit per un polonès, disposava de llibertats en les àrees de l'economia local, transport i comunicació, educació i la salut i Lodomèria-Galítsia esdevingué el principal centre polític del moviment nacional (els territoris polonesos en mans dels prussians i els russos no disposaven pas d'aquestes llibertats i van patir una política de germanització i russificació, amb una educació en la llengua de l'ocupant). Els partits polítics i les associacions de qualsevol tipus funcionaven aquí com les dels ucraïnesos: "Sokol" (que significa "falcó", organització creada per primera vegada a Bohèmia per Miroslav Tyrš en 1862), « Strzelec » ("tirador"), « Drużyny Bartoszowe » (organitzacions paramilitars). Van servir per a la formació de les "Legions Poloneses" (en polonès «Legiony Polskie», el líder de les quals, Józef Piłsudski, les enrolà com a destacaments separats en l'exèrcit austríac durant la Primera Guerra Mundial.

### La Primera Guerra Mundial i les seves conseqüències
Polonesos i ucraïnesos serviren a la Gran Guerra a banda i banda del front, en nom de la lleialtat monàrquica, mobilitzats com tots els homes aptes per al servei per les Potències Centrals i l'Imperi Rus. Els soldats polonesos i ucraïnesos es van mantenir fidels majoritàriament als respectius governs durant gairebé tot el conflicte.
La regió de Volínia va ser víctima d'una gran destrucció durant la guerra, sobretot durant l'ofensiva dels exèrcits de les Potències centrals a l'agost - setembre del 1915. Els exèrcits russos en retirada van destruir pobles i llogarets, castells i cases senyorials i desplaçaren la població a l'est (estratègia de terra cremada practicada durant la campanya napoleònica a Rússia, que es repeteix més endavant en l'estiu de 1941 en contra de l'ofensiva nazi). Les dues contraofensives russes feren recular els austríacs i el front travessava la regió de nord a sud. El Tractat de Brest-Litovsk atorgà Volínia a la República Popular d'Ucraïna, al mateix temps que la terra de Chełm i Polèsia. Això va donar lloc a la retirada de l'exèrcit austríac reemplaçat per l'exèrcit alemany que va ocupar la regió, així com tota Ucraïna, fins al desembre de 1918. Posteriorment se n'apoderaren els partidaris de Petliura.

### Situació al final de la Primera Guerra Mundial
Polònia va recobrar la independència després de la Primera Guerra Mundial, però les seves fronteres orientals encara no estaven fixades. Els aliats eren favorables a un suggeriment del secretari del Foreing Office britànic, Lord Curzon, que va proposar de limitar-les als territoris purament polonesos (Línia Curzon), cosa irrealitzable atès el caràcter de mosaic de població d'aquestes regions (ucraïnesos-ortodoxos dels territoris russos, anomenats rutens-uniates a la Galítsia austríaca, catòlics polonesos i altres). Els polonesos, en nom dels seus "drets històrics", volien tornar a les fronteres anteriors la "primera partició de Polònia" en 1772 i annexionar-se la part occidental d'Ucraïna (l'austríaca Galítsia oriental i la Volínia russa, ocupada per les potències plantes abans de llur derrota el 1918).
L'Estat polonès, renaixent de tres parts diferents que no havien conegut durant més d'un segle la mateixa experiència política i econòmica de les potències ocupants (Àustria, Prússia i Rússia) encara no havia concretat, al novembre de 1918, la forma del seu sistema polític. El seu govern a Varsòvia, només reconegut pels aliats el gener de 1919, va declarar que, tot esperant l'elecció d'una assemblea (dieta) constituent, Joseph Piłsudski era el cap d'Estat amb amplis poders legislatius i executius i que aquest estat tenia com a règim polític la república. El manifest del govern (21/11/1918) en feia un règim de caràcter popular (decret sobra la jornada de vuit hores i la setmana laboral de 46 hores i assegurança de salut per als treballadors) i anunciava "una reforma agrària radical i la nacionalització de les grans propietats", els termes de les quals serien aprovats per la futura Assemblea Constituent. Alhora, el govern se separava de la idea de la revolució i proclamava la voluntat d'establir un sistema de democràcia parlamentària (l'ordenança electoral garantia el sufragi universal, igual, secret i proporcional a tots els habitants del país de més de 21 anys independentment del seu sexe). Les eleccions van ser convocades per al 26 de gener del 1919 però el govern només controlava, en aquell moment, la part russa de Polònia (antic Tsarat de Polònia, creat el 1815).
Els darrers mesos d'ocupació austríaca a Galítsia van preveure un canvi en la política cap a la causa ucraïnesa. Alguns elements consideraven que si els polonesos aspiraven a la independència (el 15 d'octubre del 1918 els diputats polonesos de la Galítsia austríaca havien retirat la seva lleialtat a la corona d'Àustria per unir-se a la nova Polònia), havia de ser el mateix per als ucraïnesos (que d'altra banda podien sentir-se intimidats pel "doble jou austropolonès", especialment en la part oriental), els quals, atrapats entre la Rússia bolxevic i Polònia renascuda, preferirien situar-se al costat austríac. Per tant, els generals austríacs, sense consultar llur estat major, van concentrar destacaments militars on predominava l'element ucraïnès a la part oriental, i especialment a Lwow), capital de Galítsia, i seu del parlament local. La nit del 30 d'octubre els ucraïnesos, entre els quals els delegats de Galítsia Oriental, però també els de Bucovina i de la Rutènia transcarpàtica, anteriorment administrada per Budapest, en nom de l'Ausgleich de 1867 s'hi reuniren, se n'apoderaren i proclamaren la República Popular d'Ucraïna Occidental (RPUO). Alguns dels seus barris, majoritàriament habitats per polonesos (mentre els camps dels voltants estaven habitats pels ucraïnesos), organitzaren batallons d'autodefensa i es produïren violents xocs entre ambdues parts. L'ajuda polonesa vinguda d'Occident (Przemyśl) va permetre la recuperació total de la ciutat (22 de novembre u la línia de ferrocarril que la unia amb Galítsia occidental, mentre que la guerra entre Polònia i Ucraïna s'acarnissava més a l'est.
La RPUO va entrar en contacte amb Kíev on Símon Petliura s'establí en nom de la Rada, després de la caiguda del règim de hetman germanòfil Pavlò Skoropadski que no sobrevisqué a la derrota dels seus protectors (els alemanys havien creat després del Tractat de Brest-Litovsk un estat ucraïnès titella per tal de poder explotar sense límits les riqueses agrícoles i mineres del país) i va fugir el 14 de desembre. El 22 de gener del 1919 a Kíev, la Rada va ratificar la unió de dues repúbliques ucraïneses en una forma federal. Era una il·lusió, ja que, des del 15 de novembre de 1918, els elements gallecs del nou exèrcit polonès havien pres tota Galítsia i Lviv va caure el 21. Poc després els bolxevics van desencadenar una ofensiva que els va portar de tornada a Kíev el 5 de febrer. La Rada va fugir cap a l'oest.
A finals de desembre de 1918, el govern de Varsòvia controlava la regió de Lviv, però les fronteres estaven lluny d'ésser estabilitzades i encara menys reconegudes. Masses dels presoners de guerra la creuave, russos cap a l'est i alemanys cap a l'oest, sense comptar els polonesos i els ucraïnesos que tornaven de llur captivitat a Alemanya o deportació a Rússia. El nou govern d'esquerres era desafiat pels nacionalistes polonesos (ND de Dmowski) les crítiques del qual s'adreçaven més aviat contra el govern que contra el cap d'Estat, Piłsudski el qual, originari de Lituània, somiava amb una federació d'estats (Międzymorze) que abastés tots els territoris d'abans de les particions de Polònia, una idea ja obsoleta, donades les aspiracions nacionals dels pobles que hi vivien i que havien proclamat el desig d'una existència independent de Polònia (gràcies a la presència de l'exèrcit alemany va ser proclamada el març 1918 a Minsk, la República Popular de Belarús i a l'octubre a Vílnius, la República de Lituània, combatudes ambdues pels bolxevics a fi i efecte de recuperar aquests territoris de l'antic Imperi Rus. Aquests, després d'una victòria temporal instauraren la República Socialista Soviètica de Lituània-Belarús el 27 de febrer del 1919, on cometeren abusos i eliminaren els elements potencialment revolucionaris). D'altra banda, els partits revolucionaris polonesos també van rebutjar qualsevol idea d'autonomia i autodeterminació. Ans al contrari, exigien més poder als soviets, rebutjaven l'elecció de l'Assemblea Constituent i defensaven la dictadura del proletariat.
A escala internacional (la Conferència de París començà els seus treballs de preparació dels tractats de pau el gener de 1919) França volia jugar un doble paper de protector de Polònia, però també d'Ucraïna (graner de blat) partint de la premissa que els dos governs eren alhora anti-alemanys i anti-bolxevics. Mentre que Gran Bretanya es malfiava de la influència francesa a la regió i el nacionalisme polonès, fent cas omís de la realitat sobre el terreny advocava per la separació ètnica (vegeu línia Curzon, línia Foch i línia Botha). Els aliats van tractar d'imposar un armistici entre els polonesos i els ucraïnesos (línia Botha), però els polonesos van llançar una gran ofensiva més enllà del Dnièper el 16 de maig del 1919, amb el suport de l'exèrcit de Haller traslladat des del front occidental i equipat per una França desmobilitzada, a qui se li havia prohibit tota implicació en aquest conflicte (el mariscal Ferdinand Foch n'era el responsable sobre el terreny). La situació es complicava encara més i els Aliats, que desitjaven impedir la unió de les forces bolxevics amb les tropes de la República Soviètica Hongaresa al juny i juliol, autoritzaren a Polònia a ocupar militarment tota Galítsia, sens perjudici de resoldre la sort de la seva part oriental ulteriorment (el 1921 s'hi censarien: 3.132.000 rutens o ucraïnesos, 2.144.000 polonesos, 659.000, inclosos 659.000 jueus).
L'1 de setembre de 1919, el govern de la República Popular d'Ucraïna de Kíev efectuà un acostament amb el dels polonesos per tal de signar un acord d'acció conjunta contra l'Exèrcit Roig i mantenir les rereguardes lliures. Però l'ofensiva de les forces blanques de Denikin amb el suport de França i Gran Bretanya (Kíev va ser presa en 31 d'agost i Oriol el 20 d'octubre) va obligar el hetman Petliura, amb males relacions amb els galitsians orientals (República Popular d'Ucraïna Occidental (RPUO) a creuar les línies poloneses amb les restes de les seves tropes. Conclogué amb Piłsudski un acord segons el qual s'abandonava en mans de Polònia el territori de Galístia oriental i la Volínia occidental, amb Równe i Krzemieniec mitjançant l'ajuda polonesa per a la recuperació de la Ucraïna oriental, mentre que els bolxevics havien reprès Kíev el 16 de desembre del 1919. El tractat, signat el 21 d'abril de 1920, garantia la igualtat de drets als ucraïnesos que es quedaven a Polònia (Voivodat de Volínia) i als polonesos que viuen a l'est d'Ucraïna. No obstant això, el Tractat de Riga, que marcava la fi de la Guerra poloneso-soviètica, i reconeixia la RSFSR i l'RSS d'Ucraïna, anul·lava de fet els acords anteriors amb la República Popular d'Ucraïna. Per als ucraïnesos això constituïa una traïció.

### La Segona República de Polònia
La Dieta Constituent que es va reunir per primera vegada el febrer de 1919, però només en la seva totalitat a mitjans d'any (394 diputats, 70 dels quals elegits a Galítsia occidental i 28 antics diputats de Galítsia oriental, sorgits del parlament austríac, donada la continuació dels combats en aquesta zona contra l'exèrcit de República Popular d'Ucraïna Occidental (RPUO) i a Volínia contra les forces de la República Popular d'Ucraïna de Kíev contra les quals elbolxevics havien llançat una contraofensiva, estava dominada pels nacionalistes polonesos (140 membres, el 30,5% dels vots en les eleccions). En aquesta assemblea estaven absents els representants de la minoria belarussa i ucraïnesa, mentre que shi havia 11 diputats jueus i 2 alemanys.
El Tractat de Versalles fou signat el 26 de juny de 1919, no només per Alemanya, sinó també per Polònia, Txecoslovàquia i Iugoslàvia, que havien de signar també un tractat complementari ("petit tractat de Versalles") en relació amb el respecte a les minories, una limitació que no es va formular quant a la República de Weimar. Així les minories que vivien en aquests estats van rebre el dret d'adreçar a la Societat de Nacions queixes contra llurs governs. La causa polonesa de nou va esdevenir atractiva per als occidentals, tradicional barbacana. El Consell Suprem dels Aliats que al principi comptava amb la submissió dels ucraïnesos al poder dels exèrcits blancs, vencedors dels bolxevics, van decidir després de l'èxit d'aquests últims, de confiar a Polònia un mandat de 25 anys sobre Galítsia oriental el 21 de novembre de 1919, un fet que Varsòvia refusà d'acceptar, i la proposta va ser retirada el 22 de desembre. Les vicissituds de la Guerra poloneso-soviètica feren passar l'afer a un segon pla. Però va reaparèixer en el si de la Societat de Nacions al febrer i setembre 1921, però el tractat de Riga (18 de març de 1921) reconegué a Polònia la totalitat de Galítsia amb Lviv (Lwow). La Conferència d'Ambaixadors (15 de març de 1923) en va prendre nota demanant a Varsòvia mesures d'autonomia en favor dels rutens-ucraïnesos.
El 15 de maig de 1923 Polònia es va annexionar Galítsia oriental (l'antiga Ucraïna occidental). Així, Volínia, com la Galístia oriental, es van incorporar a Polònia que inicialment va prometre respectar l'autonomia local d'aquests territoris poblats principalment per ucraïnesos.
La Dieta Constituent va aprovar el juliol de 1919 l'inici de la reforma agrària sota la influència dels partits socialistes i camperols, però si el màxim era de 60 a 180 hectàrees segons el tipus de terreny a l'oest del país, es va incrementar a 400 hectàrees a l'est (Kresy) o 700 ha, mentre que les granges van ser industrialitzades. Els beneficiaris prioritaris van ser els soldats i els invàlids de guerra, i després els petits agricultors i els treballadors agrícoles. Així, al final de la Guerra russopolonesa 10.000 soldats de l'exèrcit polonès van ser instal·lats en els voivodats orientals. Aquesta primera colonització militar va ser aturada tant per l'oposició del Partit Nacional Democràtic que defensava els interessos dels grans propietaris de terres, com pel partit camperol, "PSL-Wyzwolenie" en nom de la protecció de les minories donat que la colonització va canviar el percentatge interètnic en benefici dels polonesos.
Segons el cens de 1921, els camps de Volínia estaven habitats per una majoria de camperols ucraïnesos ortodoxos sovint analfabets, és a dir el 74,6%, mentre que els catòlics, entre els quals els polonesos (camperols, burgesos, nobles, i els colons recentment instal·lats) representaven només l'11,5%. Els jueus constituïen el 59% dels habitants de les ciutats en aquest voivodat, on a més hom trobava txecs (la minoria més gran del país i no, com es podria haver pensat, a la part polonesa de la Silèsia austríaca de Teschen-Cieszyn) i alemanys.
Els partits d'esquerra exigien la igualtat de drets per a les minories i en 1922 la República de Polònia la prometé, així com creació d'una universitat ucraïnesa a Lviv, però un cop presa la decisió de la Conferència d'Ambaixadors que reconeixia la seva frontera oriental, les promeses no es van complir, tot i la Constitució (el model de la qual era el règim de la Tercera República Francesa) aprovada el març de 1923, que la garantia. Des d'abril, el nou govern limitava el desenvolupament de l'educació en ucraïnès i belarús, posava traves a les publicacions i assenyalava les diferències entre rutens (uniates) i ucraïnesos (ortodoxos) en els voivodats orientals. Els conflictes del passat entre les nacionalitats que habitaven en aquestes àrees es mantenien i pesaven molt en aquesta nou Estat en formació. La por dels moviments centrífugs conduí a la presa de decisions que aguditzaren cada cop més la situacío.
Les eleccions, boicotejades per la majoria dels ucraïnesos de Galítsia després de la crida del govern en l'exili de Ievhèn Petruixèvitx, per sufragi universal, proporcional a la Dieta del 5 de novembre de 1922, va permetre l'arribada de diputats de les minories (18,7% amb només un 4,6% d'ucraïnesos), mentre que al Senat, elegit el 12 de novembre de 1922, les minories van augmentar la seva representació, fins al 24,3%. L'elecció del primer president de la República, Gabriel Narutowicz, gràcies als vots de les minories, va exasperar la dreta nacionalista i impulsà, una setmana més tard, un desequilibrat, vinculat als grups extremistes a cometre un atac mortal. El govern de centredreta hagué de fer front a la crisi econòmica (vegeu la situació a Alemanya i les tensions entre els aliats sobre aquest tema el 1923), a la contestació social i a agitacions tants dels extremistes d'esquerra (comunistes) com de dreta (moviments feixistes) fins a declarar l'estat d'emergència.
Mentre la influència de Józef Piłsudski disminuïa i la dels nacionalistes de Roman Dmowski augmentava, el Govern efectuà un canvi de política respecte a les minories mitjançant la supressió d'alguns dels seus drets, per exemple, el de l'educació en llengua materna. Els conflictes i les tensions amb l'Església Ortodoxa també es van multiplicar.
Una bona part dels intel·lectuals ucraïnesos compromesos políticament es lligà llavors amb l'activitat del Partit Comunista d'Ucraïna occidental i donà suport al govern a l'exili a Viena. Fou a iniciativa d'aquest últim, que va ser fundada l'any 1921 l'Organització militar ucraïnesa (ucraïnès: Українська Військова Організація, UVO / OMU), que passà a l'acció el 1922 a les regions del sud-est amb la comissió d'actes de terrorisme. El Parlament i el Govern polonès emprengueren la tasca de centralització i d'unificació del país i al mateix temps concediren als voivodes i starostes (prefectes i caps de cantó) amplis poders locals. El 1923 el Parlament va aprovar una llei d'autonomia local, sense permetre la creació de regions autònomes amb un parlament local a imatge i semblança de l'Alta Silèsia, tal com ho requeria la intel·lectualitat ucraïnesa tot recordant els compromisos contrets per Polònia quan es va signar el petit Tractat de Versalles. La llei escolar votada al mateix temps no satisfeia en absolut els ucraïnesos car posava l'accent en el llegat de la nació polonesa. El punt neuràlgic fou abans de tot la colonització dels territoris orientals que havia d'enfortir l'element polonès enfront de les minories ètniques majoritàries en aquestes regions. Les decisions del govern van enfurir els activistes de l'OMU que passaren a les accions terroristes (atemptat fallit contra el president de la República, Stanisław Wojciechowski, l'atac de la ciutat fronterera amb l'URSS, amb el suport d'agents soviètics, atacs contra els senyorius polonesos i trens de passatgers). El govern va respondre amb la creació del Cos de Defensa Fronterera (KOP) i arrestant els líders de l'OMU. Aquestes accions no resolien les causes, però actuaven sobre les conseqüències del problema. Els intents de calmar el conflicte entre Polònia i Ucraïna realitzats per l'arquebisbe uniata Andrzej Szeptycki, que recolzava el programa d'autonomia territorial, enfrontaren el bisbe contra l'entorn nacionalista d'ambdós costats.
Durant els anys 1923-1926 el govern polonès va seguir una política d'assimilació de les minories ètniques a l'est de la República. La seva negativa a obrir una universitat ucraïnesa a Lvov, tal com havia promès durant la signatura del petit Tractat de Versalles, va ser seguida per la iniciativa de la comunitat ucraïnesa d'obrir 64 càtedres de la universitat clandestina a la qual assitien 1.500 alumnes i de l'escola politècnica superior i les elits de la qual giraven les seves mirades envers la Kíev soviètica. Ambdues institucions van ser liquidades per la policia. Després del cop d'Estat de Pilsudski del maig de 1926 aquesta política es va corregir i es va endegar el programa d'assimilació estàtica que preveia l'acceleració de la reforma agrària i la fragmentació dels latifundis. El 1927 es va elaborar un intent d'organització dels comitès regionals que estarien compostos per representants de les minories i als quals s'atorgaria el dret de fer propostes. El govern va nomenar nous voivodes a Lwow i Lutsk, Dunin i Jozefski, tots dos coneguts per llurs simpaties pro-ucraïneses i va crear a Varsòvia l'Institut ucraïnès de les ciències, l'objectiu del qual era estudiar la història, la cultura i la vida econòmica de la nació ucraïnesa. Però interessats rebutjaren aquestes iniciatives tot advocant per la lluita per un estat independent. El govern emprengué el camí de la repressió enfront de qualsevol institució ucraïnesa sospita d'activitats anti-estatals. El 1930 l'organització escolta "Plast" va ser liquidada i la xarxa d'institucions ucraïneses a Volínia desmantellada. Tant l'OMU com l'OUN van redoblar les accions terroristes i fins i tot van començar una col·laboració amb el servei secret alemany, mentre que els seus membres eren entrenats a l'escola del NSDAP a Leipzig. D'altra banda, els cercles extremistes torpedinaren tots els intents de comprometre els cercles moderats amb l'estat polonès. El 1938 les autoritats, enfront de l'amenaça alemanya a l'oest i en nom de la política de seguretat i d'integritat de l'Estat, contraatacaren contra l'activisme ucraïnès a l'est. Per tal d'afeblir l'element ucraïnès, l'acció del govern es concentrà d'entrada en la recatolització i repolonització de la petita noblesa, en ordenar la destrucció de les esglésies ortodoxes per l'exèrcit (estiu de 1938). El projecte de colonització de les fronteres orientals fou reactualitzat. Però aquesta política va tenir els efectes contraris als esperats: la influència de l'OUN va anar creixent a la societat, sobretot en les zones rurals.
Alguns polítics de la coalició governant des de 1926 com Leon Wasilewski i Mieczyslaw Niedzialkowski foren opositors dels cants de la política d'assimilació forçada i van advocar en canvi per una política d'autonomia regional en l'interès de la República i el respecte a les minories a fi i efecte d'allunyar-les del pol d'atracció que podia constituir la Ucraïna soviètica. Els ucraïnesos, segons ells, havien de retrobar l'estatus de gestors de llurs pròpies regions. Això hauria estat la millor garantia de pau i d'un millor desenvolupament econòmic. Administrats així, els territoris de l'est podien ser una millor alternativa. Però la política d'entreguerres, en voler incorporar per la força aquestes regions, al setembre de 1939 va resultar fatal per a l'estat polonès, una bona part de la població del qual no estava de cap manera interessada per la seva defensa i l'atmosfera d'hostilitat causà milers de víctimes en aquestes fronteres ètniques de l'est de Polònia.
Resumint els punts d'acord entre els investigadors polonesos i ucraïnesos, fruit de moltes conferències i de llur publicació, es fan palesos els fets que haurien estat a l'origen d'una certa animositat, quan no hostilitat o odi dels ucraïnesos als moments tràgics durant la guerra i que, treballats per aquests sentiments envers llurs veïns polonesos o empesos per les organitzacions i els homes extremistes, van ser capaços de passar a la barbàrie indescriptible: 
   
- - Entre 1921 i 1939 200.000 colons polonesos es van establir als camps ucraïnesos i 100.000 polonesos foren destinats a aquestes regions com a funcionaris de l'Estat (policia i treballadors de l'administració territorial);
- - 1.924 escoles ucraïneses es van transformar en escoles bilingües amb predomini del polonès;
- - Cadires d'ucraïnesos van ser liquidats a la Universitat de Lvov;
- - El 1938, la repressió i el terror van caure sobre els ucraïnesos en virtut de la política governamental de pacificació de la Galítsia oriental: 190 esglésies ortodoxes van ser destruïdes i 150 transformades per la força en esglésies catòliques (però no pas uniates), mentre que les biblioteques i sales de lectura ucraïneses van ser cremades per les multituds poloneses sense la policia polonesa intervingués; els joves polonesos que vivien allà s'organitzaren en strzelcy (franc tiradors) per terroritzar el poble ucraïnès, amb el pretext de mantenir l'ordre; els polonesos no van perpetrar matances de civils, però els activistes ucraïnesos van ser empresonats a Bereza Kartuska;
- - 1939: desenes d'activistes ucraïneses de l'OUN van ser assassinats per l'exèrcit polonès quan es retiraven vers la frontera romanesa;
- - 1941-1942 van tenir lloc massacres de més de 2.000 vilatans ucraïnesos realitzades per la resistència polonesa (Armia Krajowa), després d'una provocació alemanya a la regió de Lublin i Chełm.

El setembre del 1939, de conformitat amb les clàusules secretes del Pacte Mólotov-Ribbentrop, Polònia fou ocupada a l'oest pels alemanys i l'est pels soviètics. Volinia es va trobar a la zona soviètica. Els ucraïnesos començaren a emprendre accions hostils contra els polonesos per instigació de la propaganda soviètica, però aviat és l'NKVD qui fa la llei. La situació va empitjorar el 1941 després de l'atac a la Unió Soviètica per les tropes alemanyes (Operació Barbarroja). Part de la comunitat ucraïnesa, amb l'esperança de la formació d'un país independent, va col·laborar amb els nazis (vegeu la participació en la Divisió SS galizische Nr. 1) o va participar en accions hostils a altres grups ètnics a la regió (polonesos, jueus, txecs). Els ucraïnesos començaren a formar grups de resistència que esdevindrien un veritable exèrcit guerriller.
Al principi de la Segona Guerra Mundial, amb la invasió i annexió de la zona soviètica el 1939-1941 (vegeu invasió soviètica de Polònia), militants extremistes nacionalistes ucraïnesos, que desconfiaven de les ambicions territorials de Polònia, van veure una oportunitat per netejar els polonesos del territori històricament considerat com d'Ucraïna i d'exigir una retribució per la polonització que el restablert Estat polonès havia infligit als ucraïnesos. Els assassinats dels polonesos a Volínia i Galítsia van començar poc després de l'annexió soviètica del territori, van atènyer el seu clímax durant l'ocupació alemanya, i va continuar després que els soviètics van reocupar Ucraïna Occidental en l'últim any de la guerra.

## Neteja ètnica

### Preludi
Només un grup de nacionalistes ucraïnesos de l'OUN-B sota les ordres de Mikola Lebed i després Roman Xukhèvitx, tenia intenció de netejar ètnicament Volínia de polonesos. Taràs Bulba-Borovets, fundador de l'Exèrcit Revolucionari Popular d'Ucraïna, va rebutjar aquesta idea i va condemnar les massacres contra els polonesos quan van començar.
Després de l'atac de Hitler contra la Unió Soviètica, tant el govern polonès a l'exili com l'OUN-B ucraïnesa consideraren la possibilitat que, en cas de guerra de desgast mútuament exhaustiva entre Alemanya i la Unió Sovièticaa, la regió es convertiria en un escenari de conflicte entre polonesos i ucraïnesos. El govern polonès a l'exili, que volia que la regió retornés a Polònia, planejava una ràpida presa armada del territori com a part del seu pla general per a un futur aixecament antinazi. Aquest punt de vista es va veure agreujat per la col·laboració prèvia de l'OUN amb els nazis, que pels volts del 1943 no feia possible una entesa entre l'Exèrcit Nacional del govern polonès i l'OUN. L'OUN-B va arribar a creure que calia actuar amb rapidesa, mentre els alemanys encara controlaven la zona amb la finalitat d'anticipar-se als futurs esforços de Polònia per restablir les fronteres anteriors a la guerra de Polònia. El resultat va ser que els comandants locals de l'OUN-B a Volínia i Galítsia (si no el mateix lideratge de l'OUN-B) van decidir que una neteja ètnica dels polonesos de la zona, a través del terror i l'assassinat, era necessària.
Segons la hipòtesi més probable, la decisió sobre el genocidi dels polonesos es va prendre entre tres persones: Dmitro Kliatxkivski, cap de l'OUN-B a Volínia, Bassil Ivakhiv, referent militar de l'OUN-B, i Ivan Litvintxuk, comandant de les forces de l'UPA al nord-est de Volínia. Aquest últim, segons el testimoni de S. Janiszewski va ser l'iniciador i organitzador dels assassinats més actius dels polonesos. Entre març i maig de 1943, després de la mort d'Ivakhiv tot el poder va passar a mans de Kliatxkivski, que ja forma independent decidí començar la neteja ètnica a la regió de Volínia.
Al principi, l'única de les principals preocupacions dels nacionalistes ucraïnesos era la dels forts grups partisans soviètics que operaven a la zona. Els grups estaven formats majoritàriament per expresoners de guerra soviètics, i inicialment s'especialitzaren a assaltar els assentaments locals, la qual pertorbava tant a l'OUN com a les unitats d'autodefensa poloneses locals. Aquestes preocupacions aviat es va materialitzar quan els alemanys van començar a "pacificar" pobles sencers a Volínia en represàlia pel suport real o suposat als partisans soviètics. Un dels exemples més coneguts va ser la pacificació del poble d'Obórki, comtat de Lutsk, els dies 13 i 14 de novembre del 1942. Mentre que la majoria de les accions es van dur a terme per part de la policia ocupant ucraïnesa, l'assassinat de 53 camperols polonesos va ser perpetrat personalment pels alemanys, que van supervisar l'operació.
Durant molts mesos, el 1942, l'OUN-B no va ser capaç de controlar la situació a Volínia, on a més de partisans soviètics, molts grups d'autodefensa ucraïnesos independents van començar a formar-se en resposta al creixement de terror alemany. Els primers grups militars de l'OUN-B van ser creats en Volhynia a la tardor 1942 amb l'objectiu de sotmetre els altres grups independents. Al febrer de 1943, l'OUN havia iniciat una política d'assassinar de civils polonesos com una manera de resoldre la qüestió polonesa a Ucraïna. A la primavera de 1943, els partidaris de l'OUN-B va començar a anomenar-se a si mateixos l'Exèrcit insurgent ucraïnès (UPA), utilitzant l'antic nom de l'Exèrcit Revolucionari Popular d'Ucraïna, un altre grup ucraïnès que operava a l'àrea el 1942. El març de 1943 uns 5.000 policies ucraïnesos van desertar amb les seves armes i es van unir a l'UPA. Ben entrenats i ben armats, aquest grup va contribuir al fet que l'UPA aconseguís el domini sobre altres grups ucraïnesos que operaven a Volínia. Aviat, les forces de l'OUN-B de nova creació s'ho van manegar per destruir o absorbir altres grups ucraïnesos a Volínia, entre ells quatre unitats de l'OUN-M i de l'Exèrcit Revolucionari Popular d'Ucraïna. Va dur a terme les mesures necessàries per liquidar els "elements estrangers", amb cartells i pamflets instant els ucraïnesos a assassinar els polonesos. Amb el seu domini assegurat)a la primavera del 1943, l'UPA va aconseguir el control sobre el camp volinià dels alemanys), l'UPA va començar operacions a gran escala contra la població polonesa.
El punt culminant de les massacres va tenir lloc el juliol i agost del 1943 quan un comandant d'alt rang de l'UPA, Dmitro Kliatxkivski, va ordenar la liquidació de tota la població masculina polonesa entre 16 i 60 anys. Amb tot i això, la majoria de les víctimes foren dones i nens.

### Volínia

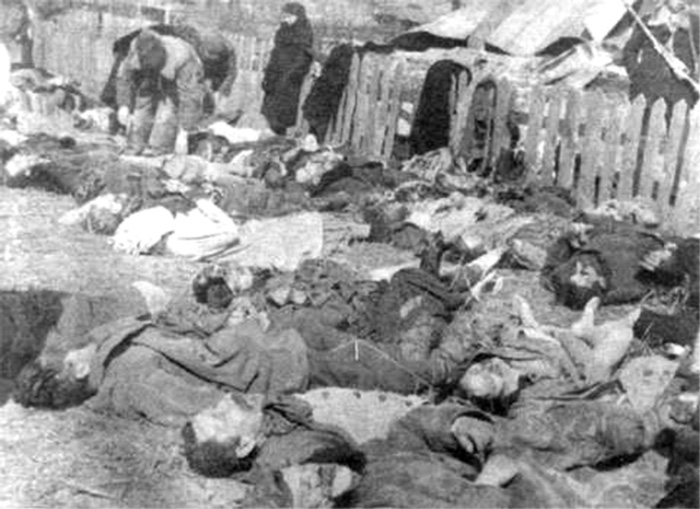
Víctimes de la massacre comesa per l'UPA al poble de Lipniki, 1943

#### Esdeveniments
Entre 1939 i 1943, els polonesos de Volínia ja havien estat reduïts a un 8% de la població de la regió (al voltant de 200.000 persones). Van ser dispersats pel camp, privats de les seves elits per les deportacions soviètiques, i sense cap exèrcit partisà ni cap autoritat local pròpia (excepte els alemanys) que els protegís.
El 9 de febrer del 1943, un grup de l'UPA group comandat per Hrihori Perehiniak, fent-se passar per partisans soviètics assaltà l'assentament de Parośle al comtat de Sarni Fou considerat un preludi de les massacres, i és reconegut com el primer assassinat en massa comès per l'UPA a la regió. Les estimacions sobre el nombre de víctimes van des de 149 a 173.
El 1943 les massacres van ser organitzades cap a l'oest, a partir de març als comtats de Kostòpil i Sarni. L'abri es van desplaçar a la zona de Krzemieniec, Rivne, Dubno i Lutsk. Entre finals de març i principis d'abril del 1943, mataren aproximadament 7,000 homes desarmats, dones i nens en els seus primers dies.
La nit del 22 al 23 d'abril, grups ucraïnesos, comandats per Ivan Litvintxuk (àlies Dubovi), atacaren l'assentament de Janowa Dolina, mataren 600 persones i calaren foc a tot el poble. Els pocs que van sobreviure foren en bona part gent que va trobar aixopluc amb famílies ucraïneses amistoses. En una de les massacres, al poble de Lipniki, gairebé tota la família de Mirosław Hermaszewski (l'únic astronauta polonès) fou assassinada junt amb uns 180 habitants.
En una altra massacre, segons informes de l'UPA reports, les colònies polonieses de Kuty, a la regió de Szumski, i Nowa Nowica, a la regió de Webski, foren liquidades en cooperació amb la Gestapo i les autoritats alemanyes." Segons les fonts poloneses, la unitat d'autodefensa de Kuti va aconseguir repel·lir l'assalt de l'UPA, tot i que almenys 53 polonesos van perdre la vida. La resta dels seus habitants decidiren abandonar el poble i foren escortats pels alemanys que arribaren a Kuty, alertats per la resplendor del foc i el so dels trets. Maksim Skorupski, un dels comandaments de l'UPA, escrigué al seu diari: Des del començament de la nostra acció a Kuty, dia rere dia després de la posta del sol, el cel es coïa en la resplendor de la conflagració. Els pobles polonesos s'estaven cremant.
Al juny del 1943, els atacs s'havien estès als comtats de Kowel, Włodzimierz Wołyński, i Horochów, i a l'agost al comtat de Luboml. La decisiva victòria soviètica a Kursk actuà com a estímul per a l'escalada de les massacres al juny i agost del 1943, quan la neteja ètnica assolí el seu punt culminant. Al juny de 1943, Dmitro Kliatxkivski comandant en cap de l'UPA-Nord prengué una decisió general d'exterminar els polonesos a Volínia. La seva directriu secreta afirmava:
"Hauríem de fer una àmplia acció de liquidació d'elements polonesos. Quan els exèrcits alemanys es retirin, hauríem de treure profit d'aquest convenient moment per liquidar tota la població masculina d'edats compreses entre els 16 i els 60 anys. No podem perdre aquesta lluita, i és necessari, costi el que costi, afeblir les forces poloneses. Els pobles i els assentaments que es troben prop dels grans boscos, haurien de desaparèixer de la faç de la terra.".
A mitjan 1943, després d'una onada d'assassinats de civils polonesos, els polonesos van tractar d'iniciar negociacions amb l'UPA. Dos delegats del govern polonès a l'exili i l'AK,> Zygmunt Rumel I Krzysztof Markiewicz tractaren de negociar amb els líders de l'UPA, però foren capturats i assassinats el 10 de juliol del 1943 al poble de Kustycze. Some sources claim they were tortured before the death.
L'endemà, 11 de juliol de 1943, és considerat com un dels dies més sagnants de les massacres, amb molts informes d'unitats de l'UPA marxant de poble en poble, matant civils polonesos. En aquell dia, unitats de l'UPA envoltaren i atacaren pobles polonesos i assentaments ubicats en tres comtats – Kowel, Włodzimierz Wołyński, i Horochów. Els esdeveniments van començar a les tres de la matinada, deixant els polonesos amb poques possibilitats d'escapar. Després de les massacres, els pobles polonesos van ser incendiats des dels fonaments. Segons els pocs supervivents, l'acció havia estat curosament preparada; pocs dies abans de les massacres, hi havia hagut diverses reunions a pobles ucraïnesos, durant les quals els membres de l'UPA digueren als vilatans que la matança dels polonesos era necessària. En pocs dies, un nombre indeterminat de pobles polonesos van ser completament destruïts i la seva població assassinada. Al poble polonès de Gurow, dels seus 480 habitants només en sobrevisqueren 70; a l'assentament d'Orzeszyn, l'UPA va assassinar 306 polonesos, d'un total de 340; al poble de Sadowa de 600 polonesos només en sobrevisqueren 20; a Zagaje de 350 polonesos només un grapat va aconseguir sobreviure. L'agost del 1943, el poble polonès de Gaj (prop de Kòvel) fou incendiat i unes 600 persones massacrades; al poble de Wola Ostrowiecka 529 persones van ser assassinades, incloent 220 nens menors de 14 anys, i 438 persones foren mortes, inclosos 246 infants, a Ostrowki. Al setembre del 1992 es van dur a terme exhumacions en aquests pobles, que confirmaren el nombre de morts. En total, l'11 de juliol de 1943, els ucraïnesos van atacar 167 ciutats i pobles. Aquesta onada de massacres va durar 5 dies, fins al 16 de juliol. L'UPA va continuar la neteja ètnica, en particular en les zones rurals, fins que la majoria dels polonesos havien estat deportats, assassinats o expulsats. Aquestes accions es van dur a terme per moltes unitats, i foren ben coordinades i ben planejades.

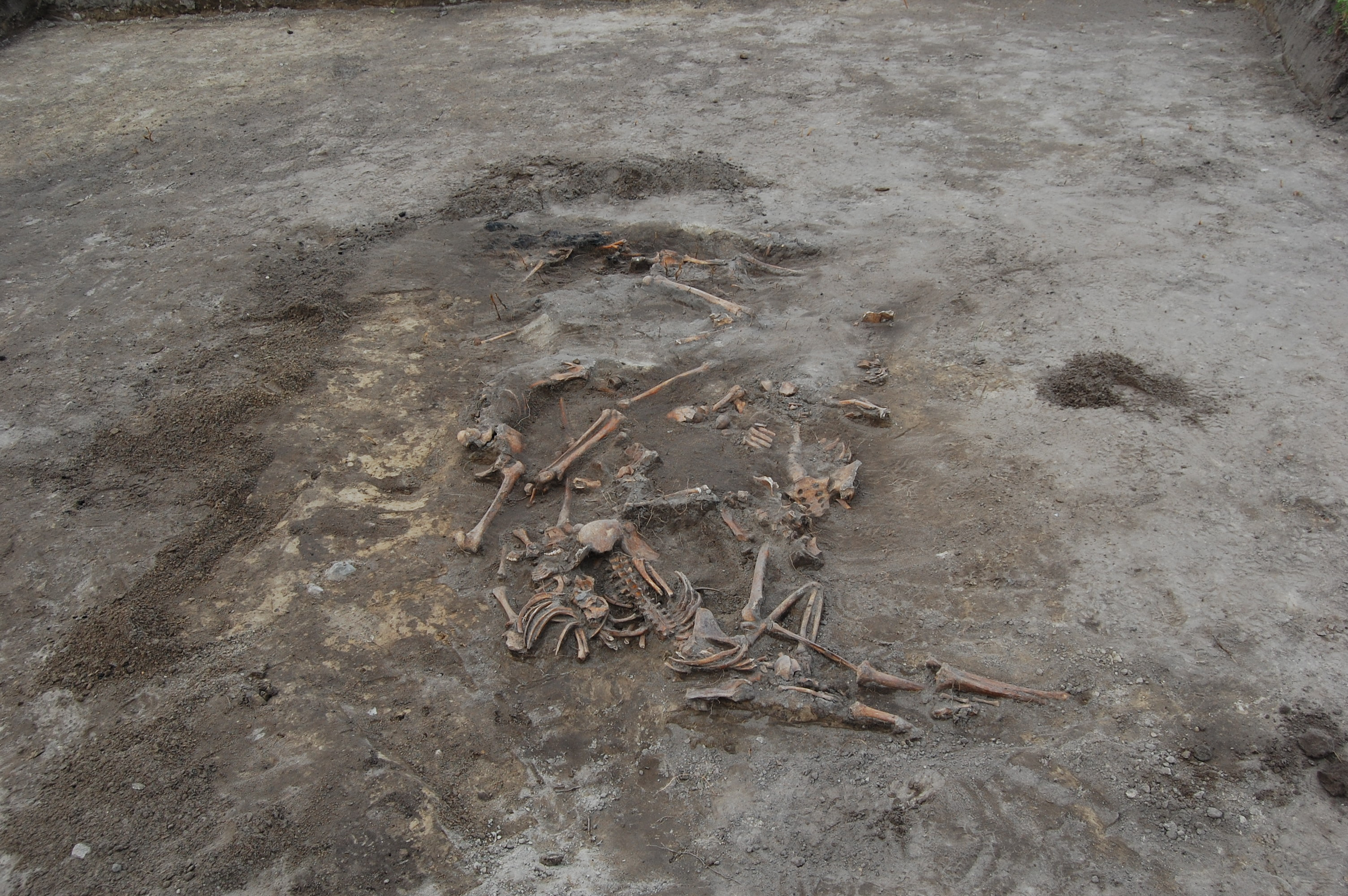
Fossa comuna descoberta en la segona exhumació a Wola Ostrowiecka (agost 2011)

L'agost de 1943, l'UPA va col·locar avisos a cada poble polonès que deien "en 48 hores marxeu més enllà del riu Buh o el San - altrament morireu." Els atacants ucraïnesos limitaren les seves accions als llogarets i assentaments, i no atacaren pobles o ciutats.
L'historiador polonès Władysław Filar, que va ser testimoni de les massacres, cita nombroses declaracions fetes per oficials ucraïnesos en informar de les seves accions als dirigents d'UPA-OUN. Per exemple, a finals de setembre de 1943, el comandant "Lissi" va escriure a la seu de l'OUN: "El 29 de setembre de 1943, vaig portar a terme l'acció en els pobles de Wola Ostrowiecka (vegeu Massacre de Wola Ostrowiecka), i Ostrivki (vegeu Massacre d'Ostrówki). He liquidat tots els polonesos, començant pels més joves, tots els edificis han estat incendiats i tots els béns han estat confiscats". En aquell dia a Wola Ostrowiecka 529 polonesos foren assassinats (inclosos 220 nens menors de 14 anys), i a Ostrówki, els ucraïnesos van massacrar 438 persones (incloent 246 infants).

#### Mètodes
Les atrocitats es van dur a terme de forma indiscriminada i sense restriccions. Les víctimes, independentment de la seva edat o sexe, els van torturar rutinàriament a la mort. Norman Davies a No Simple Victory dona una curta però impactant descripció de les massacres. Escriu:
| « | Els llogarets van ser incendiades. Els sacerdots catòlics van ser eliminats o crucificats. Les esglésies van ser cremades amb tots els seus feligresos. Granges aïllades van ser atacats per colles que portaven forques i ganivets de cuina. Es van tallar goles. Es van clavar baionetes a dones embarassades. Els nens van ser tallats en dos. Els homes van ser emboscats en el camp i se'ls van endur. Els autors no podrien determinar el futur de la província. Però almenys podrien determinar que seria un futur sense polonesos. | » |

Una ordre de l'OUN de principis del 1944 afirmava: 
| « | Liquidar tots els rastres de Polònia. Destruir totes les parets de l'Església Catòlica i les altres cases d'oració poloneses. Destruir els horts i els arbres dels patis de manera que no hi hagi cap rastre que algú hi vivia ... Pareu atenció al fet que quan queda alguna cosa que és polonesa, després els polonesos tindran pretensions sobre la nostra terra". | » |

Timothy Snyder descriu els assassinats: "Els partisans ucraïnesos cremaren cases, afusellaren o forçaren a entrar-hi als que intentaven fugir, i usaren falçs i forques per matar els que van capturar fora. En alguns casos, es van mostrar cossos decapitats, crucificats, desmembrats o esbudellats, per tal d'animar els polonesos restants a fugir". Un relat similar ha estat presentat per Niall Ferguson, qui va escriure: "Pobles sencers van ser arrasats, els homes colpejats fins a la mort, les dones violades i mutilades, els nadons travessats amb baionetes." L'historiador ucraïnès Iuri Kiritxuk va descriure el conflicte com una cosa similar a les rebel·lions medievals.
Segons l'historiador polonès Piotr Łossowski, el mètode utilitzat en la majoria dels atacs va ser el mateix. Al principi, als polonesos locals se'ls va assegurar que no havia de passar res amb ells. Després, a l'alba, un poble era envoltat per membres armats de l'UPA, darrere dels quals hi havia camperols amb destrals, martells, ganivets i serres. Tots els polonesos trobats eren assassinats; algunes vegades van ser conduïts a un lloc, perquè fos més fàcil. Després de la massacre, tots els béns eren saquejats, incloent la roba, grans, i mobiliari. La part final d'un atac era calar foc al llogaret. En molts casos, les víctimes van ser torturades i els seus cossos mutilats. Erradicaren qualsevol vestigi de l'existència polonesa i fins i tot es va calar foc des dels fonaments als assentaments abandonats.
Tot i que pot ser una exageració dir que les massacres van gaudir d'un suport general dels ucraïnesos, s'ha suggerit que sense un ampli suport dels ucraïnesos locals haurien estat impossibles. Aquells camperols ucraïnesos que van participar en les massacres van crear les seves pròpies unitats, anomenades Samoboronni Kusxovi Viddili (Unitats d'autodefensa Kusxov).
Als ucraïnesos en assentaments ètnicament mixtos se'ls van oferir incentius materials per unir-se a la massacre dels seus veïns, o se'ls avisà a través del servei de seguretat de l'UPA (Slujba Bezbeki) a fugir de nit, mentre que tots els altres habitants eren assassinats a la matinada. Molts ucraïnesos van arriscar i, en alguns casos, van perdre les seves vides tractant d'aixoplugar o advertir els polonesos - aquestes activitats van ser tractades per l'UPA com a col·laboració amb l'enemic i severament castigades. El 2007, l'Institut de la Memòria Nacional de Polònia (en polonès Instytut Pamięci Narodowej IPN) va publicar un document titulat Kresowa Ksiega Sprawiedliwych 1939 - 1945. O Ukraincach ratujacych Polakow poddanych eksterminacji przez OUN i UPA ("Llibre dels Justos de la Frontera Oriental. Sobre els ucraïnesos que van salvar polonesos de l'extermini per part de l'OUN i l'UPA"). L'autor del llibre, l'historiador del l'IPN Romuald Niedzielko, documentà 1341 casos en els quals civils ucraïnesos ajudaren els seus veïns polonesos. Per aquest motiu, 384 ucraïnesos foren executats per l'UPA.
En el cas de les famílies polonesoucraïneses, una instrucció comú de l'UPA era matar la pròpia esposa polonesa i els fills nascuts d'aquest matrimoni. Les persones que es van negar a complir aquesta ordre van ser assassinades sovint juntament amb tota la família.

#### Organitzacions d'autodefensa
Les massacres van provocar que els polonesos, a partir d'abril de 1943, s'organitzessin en organitzacions d'autodefensa, 100 dels quals es van formar a Volínia el 194. Aquestes organitzacions d'autodefensa van obtenir armes dels alemanys; altres vegades els alemanys van confiscar les seves armes i van arrestar als líders. Moltes d'aquestes organitzacions no podien suportar la pressió de l'UPA i van ser destruïdes. Només les més grans organitzacions d'autodefensa que van ser capaços de demanar l'ajuda de l'AK o de partisans soviètics van ser capaces de sobreviure.
L'AK, el 20 juliol de 1943 exhortà les unitats d'autodefensa polonesos a posar-se sota el seu comandament. Deu dies després, es va declarar a favor de la independència d'Ucraïna en territoris sense poblacions poloneses, i va cridar a posar fi als assassinats de civils. Les organitzacions d'autodefensa polonesos van participar en massacres de civils en revenja de les ucraïneses a partir de l'estiu de 1943, quan els vilatans ucraïnesos que no tenien res a veure amb les massacres van patir a mans de les forces partisanes poloneses. L'evidència inclou una carta amb data de 26 d'agost 1943 a la legítima defensa polonesa local, on el comandant de l'AK Kazimierz Bąbiński criticà la crema de llogarets veïns d'Ucraïna, l'assassinat de qualsevol ucraïnès que es creués en el seu camí, i el robatori als ucraïnesos de les seves possessions materials. El nombre total de civils ucraïnesos assassinats a Volínia en actes de represàlia pels polonesos s'estima en 2.000-3.000.
La 27a Divisó d'Infanteria de l'Exèrcit Nacional es va formar el gener de 1944, i s'encarregà de lluitar contra l'UPA i després contra la Wehrmacht.

#### El peatge de la mort
Segons la delegació voliniana al govern polonès, l'octubre de 1943, el nombre de víctimes poloneses depassava les 15.000 persones. Timothy Snyder estima que a la primavera i l'estiu del 1943 les accions de l'UPA van comportar la mort de 40.000 civils polonesos.

### Galítsia oriental

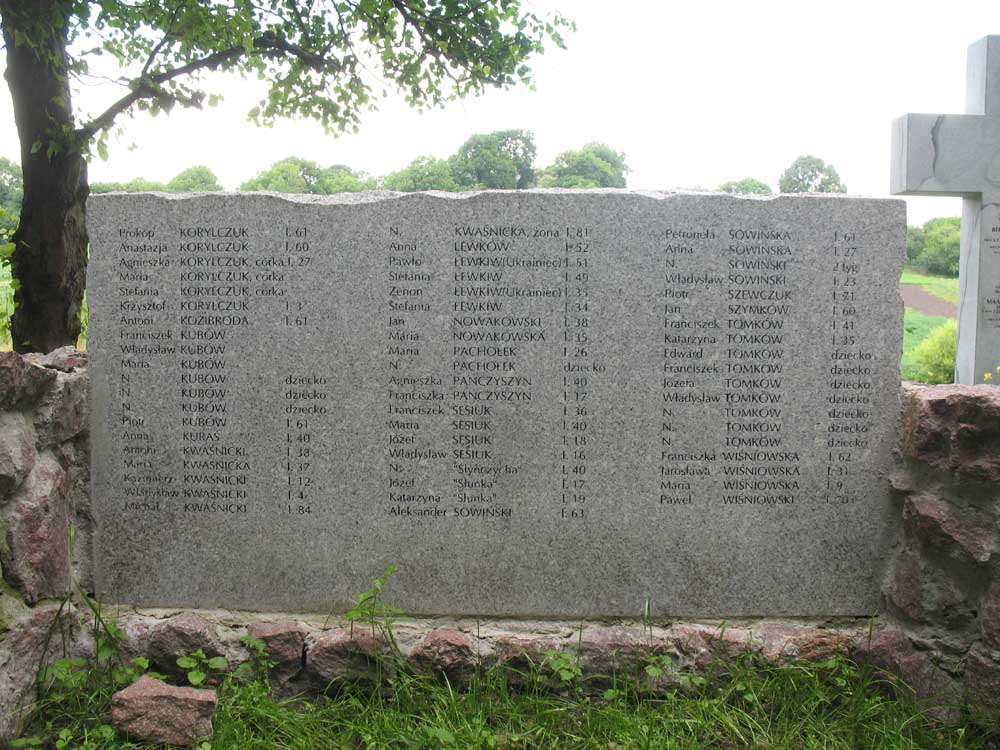
Monòlit amb noms de polonesos morts a Berezowica Mala, Polònia Menor oriental, en l'actual Ucraïna

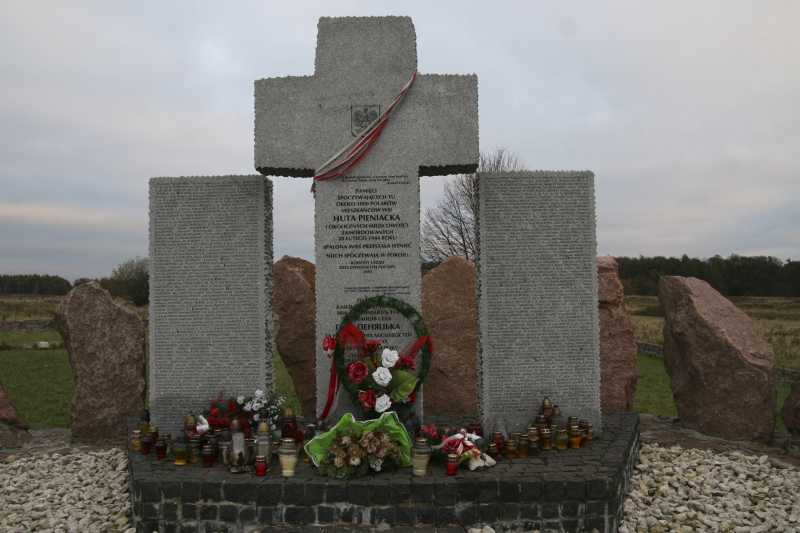
Creu amb taules dels noms dels polonesos assassinats a Huta Pieniacka, Polònia Menor oriental, en l'actual Ucraïna

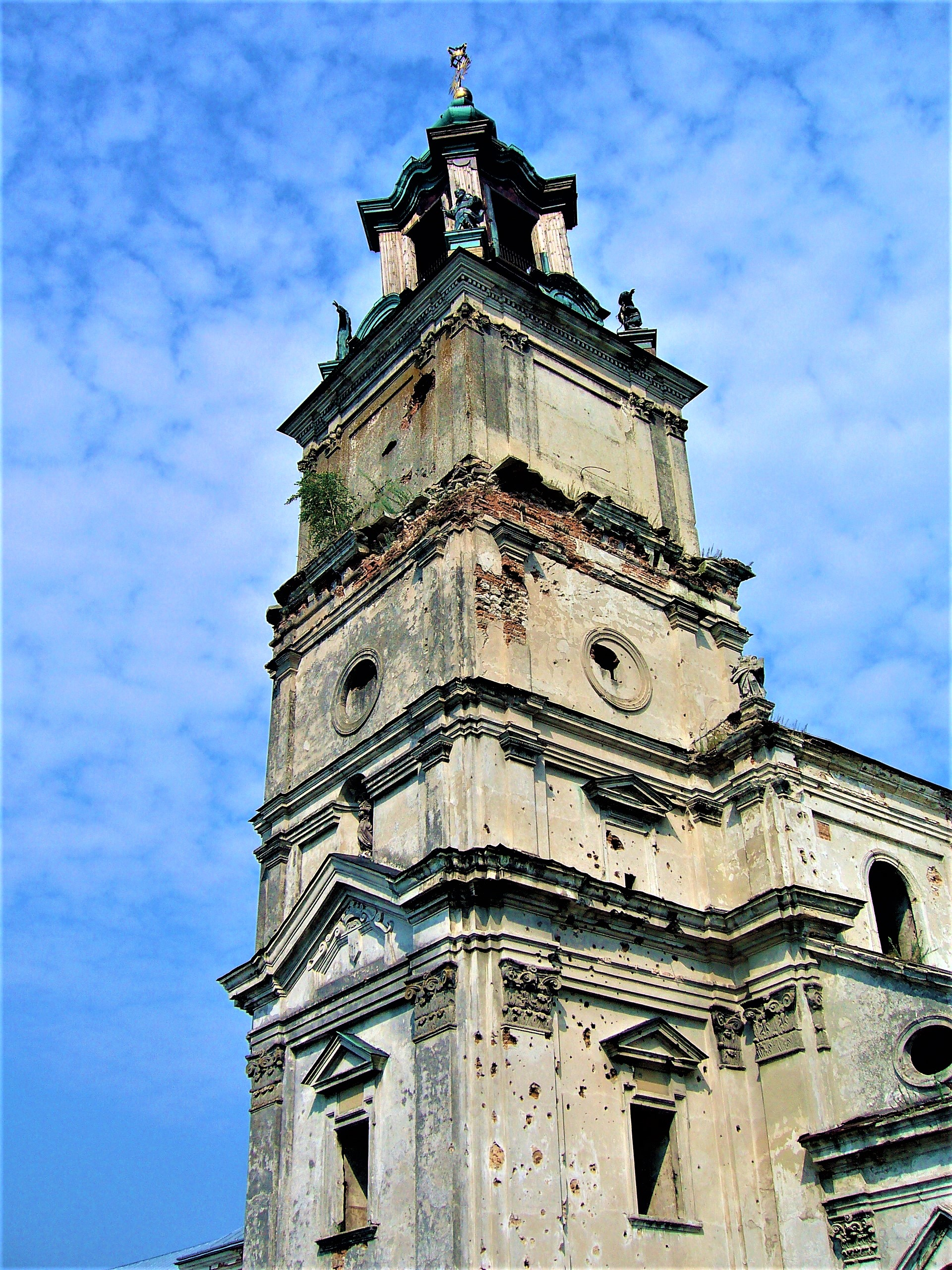
Marques de bala a la torre de l'abadia Podkamień, assaltada per l'UPA, el 12 de març de 1944, Polònia Menor oriental, en l'actual Ucraïna

A finals de 1943 i principis de 1944, després de la majoria dels polonesos a Volínia o bé havien estat assassinats o bé havien fugit de la zona, el conflicte es va estendre a la veïna província de Galítsia, on la majoria de la població seguia sent ucraïnesa, però on la presència polonesa era forta. Al contrari que en el cas de Volínia, on els pobles polonesos van ser generalment destruïts i els seus habitants assassinats sense previ avís, en aquesta als polonesos de Galítsia de vegades se'ls va donar l'opció de fugir o ser assassinats. Una ordre d'un comandant de l'UPA a Galítsia deia: "Una vegada més els recordo: la primera crida als polonesos és perquè abandonin les seves terres i només més tard els liquidaríem, no a l'inrevés"). Aquest canvi en les tàctiques, juntament amb una millor defensa pròpia polonesa i un equilibri demogràfic més favorable als polonesos, es va traduir en un nombre de morts significativament menor entre els polonesos a Galítsia que a Volínia. Els mètodes utilitzats pels nacionalistes ucraïnesos en aquesta zona eren els mateixos, i van consistir en l'encercament i assassinat de tots els residents polonesos dels pobles, i el saqueig i posterior crema dels llogarets. El 28 de febrer de 1944, al poble de Korosciatyn 135 polonesos van ser assassinats; les víctimes van ser més tard comptades per un sacerdot catòlic local, el pare Mieczysław Kamiński. Jan Zaleski (pare de Fra Tadeusz Isakowicz-Zaleski) que va ser testimoni de la massacre, va escriure en el seu diari: ".. La massacre va durar gairebé tota la nit hem escoltat terribles crits, el rugit de bestiar cremat viu, trets...semblava que el mateix Anticrist hagués començat la seva activitat!"
El pare Kamiński va afirmar que a Koropiec, on no hi havia de fet polonesos assassinats, un sacerdot greco-catòlic de la localitat, en referència a les famílies mixtes ucraïnesopoloneses, proclamà des del púlpit: "Mare, estàs alletant un enemic - escanya'l." Entre les desenes de pobles polonesos, els habitants dels quals van ser assassinats i tots els edificis cremats, hi ha llocs com Berezowica prop de Zbaraż, Ihrowica prop de Ternòpil, Plotikh prop de Ternòpil, Podkamien prop de Brodi, i Hanatxiv i Hanatxivka prop de Przemyślany.
Roman Xukhèvitx, comandant de l'UPA, afirma en la seva ordre del 25 febrer 1944: "A la vista de l'èxit de les forces soviètiques, cal accelerar la liquidació dels polonesos, que ha de ser totalment aniquilats, els seus llogarets cremades ... només la població polonesa ha de ser destruïda ".
Una de les massacres més infames va tenir lloc el 28 de febrer de 1944, a la localitat polonesa de Huta Pieniacka, amb més de 1.000 habitants. El poble servia com a refugi per als desplaçats, incloent jueus polonesos, així com a base de recuperació de partisans polonesos i comunistes. Allà hi havia una unitat de l'AK activa. En l'hivern de 1944 una unitat d'uns 1.000 partisans soviètics va estar destinada al poble durant dues setmanes. Els vilatans Huta Pieniacka, tot i que pobres, van organitzar una unitat d'autodefensa ben fortificada armada que va lluitar contra un atac de reconeixement ucraïnès i alemany el 23 de febrer de 1944. Dos soldats de la 14a Divisió Waffen SS de Granaders van ser morts i un ferit pels vilatans. El 28 de febrer, elements de la 14 Divisió SS ucraïnesa de Brodi van tornar amb 500 a 600 homes, ajudats per un grup de nacionalistes civils. La matança va durar tot el dia. Kazimierz Wojciechowski, el comandant de la unitat d'autodefensa polonesa, fou amarat amb gasolina i cremat viu a la plaça principal. El poble va ser completament destruït i tots els seus habitants van morir. Els civils, la majoria dones i nens, van ser detinguts en una església, dividits i tancats en estables als quals s'hi va calar foc. Les estimacions de baixes a la Massacre de Huta Pieniacka varien, i van des de les 500 (arxius ucraïnesos), a més de 1.000 (Tadeusz Piotrowski), i 1,200 (Sol Littman). Segons la investigació de l'IPN, el crim va ser comès pel quart batalló de la 14a Divisió SS ucraïnesa amb el suport d'unitats de l'UPA i civils ucraïnesos locals.
Una revista militar de la 14a Divisió SS ucraïnesa va condemnar l'assassinat dels polonesos. En un article del 2 març de 1944, adreçat al jovent ucraïnès, escrit pels caps militars, els guerrillers soviètics van ser culpats dels assassinats de polonesos i ucraïnesos, i els autors van declarar que "Déu nos en guard que, entre els que van cometre aquests actes inhumans, s'hi trobi la mà d'un ucraïnès, perquè serà per sempre exclòs de la comunitat nacional d'Ucraïna ". Alguns historiadors neguen el paper de la 14 Divisió SS ucraïnesa en els assassinats, i els atribueixen exclusivament a les unitats alemanyes, mentre que altres no estan d'acord. Segons l'historiador de Yale Timothy Snyder, el paper del 14a divisió SS ucraïnesa en la neteja ètnica dels polonesos d'Ucraïna occidental era marginal.
El poble de Pidkamen prop de Brodi era un refugi per als polonesos, que es van amagar al monestir dels dominics d'allà. Unes 2.000 persones, la majoria d'ells dones i nens, hi vivien quan el monestir va ser atacat a mitjans de març de 1944 per unitats de l'UPA, que segons els informes de l'Exèrcit Nacional polonès estaven cooperant amb les SS ucraïneses. Més de 250 polonesos van ser assassinats. Al proper poble de Palikrovy, 300 polonesos van ser assassinats, 20 a Maliniska i 16 a Txernítsia. Grups ucraïnesos armats va destruir el monestir i van robar tots els objectes de valor. Tot el que en va quedar fou la pintura de Maria de Pidkamen, que ara es conserva a l'església de Sant Wojciech a Wrocław. Segons Kiritxuk, els primers atacs contra els polonesos van tenir lloc allà a l'agost de 1943 i foren, probablement, obra d'unitats de l'UPA de Volínia. En represàlia, els polonesos assassinaren importants personalitats ucraïneses, inclòs el metge ucraïnès Lastowiecky de Lviv i un popular jugador de futbol de Przemyśl, Wowczyszyn.
A finals de l'estiu, estaven tenint lloc actes massius de terror dirigits als polonesos a Galítsia oriental, amb el propòsit d'obligar els polonesos a establir-se a la riba occidental del riu San, sota el lema "Els polonesos darrere del San". Snyder estima que 25.000 polonesos van ser assassinats només a Galítsia, Grzegorz Motyka estimà el nombre de víctimes entre 30,000-40,000.
La carnisseria no es va aturar després que l'Exèrcit Roig entrés a la zona, i van tenir lloc massacres el 1945 a llocs com Czerwonogrod (ucraïnès: Írkiv), on 60 polonesos van ser assassinats el 2 de febrer del 1945, el dia abans que estava programat per partir cap als territoris recuperats.
Pels volts de la tardor del 1944 accions anti-poloneses van parar i el terror es va utilitzar només en contra dels que van cooperar amb la NKVD, però a finals de 1944 ia principis de 1945 UPA van realitzar una última acció anti-polonesa massiva a la regió de Ternopil. A la nit 5-6 de febrer de 1945, grups ucraïnesos van atacar el llogaret polonès de Barysz, prop de Bútxatx: 126 polonesos van ser massacrats, entre ells dones i nens. Als pocs dies de febrer (12-13), un grup local de l'OUN comandat per Petrò Khamtxuk va atacar l'assentament polonès de Puźniki, va matar unes 100 persones i va calar foc a les cases. Els que van sobreviure es van traslladar principalment a Prudnik.
Aproximadament 150-366 ucraïnesos i un grapat d'habitants polonesos de Pawłokoma van ser assassinats el 3 de març de 1945 per una antiga unitat de l'Exèrcit Nacional polonès amb l'ajuda dels grups d'autodefensa polonesos dels pobles propers. La massacre es creu que és un acte de represàlia per presumptes assassinats anteriors, a mans de l'Exèrcit insurgent ucraïnès de nou (o 11) polonesos a Pawłokoma i un nombre indeterminat de polonesos assassinats per l'UPA als pobles veïns.

### Involucrament dels alemanys
Si bé els alemanys van encoratjar activament el conflicte, la majoria de les vegades intentaven no involucrar-s'hi directament. No obstant això, hi ha informes de subministraments alemanys tant a polonesos com a ucraïnesos. Les unitats alemanyes especials formades a partir de col·laboracionistes ucraïnesos, i la policia auxiliar posterior polonesos van ser desplegades en les accions de pacificació a Volínia, i alguns dels seus crims van ser atribuïts tant a l'Exèrcit Nacional polonès com a l'UPA ucraïnès.
Segons Uuri Kiritxuk els alemanys atiaven activament el conflicte a banda i banda.Erich Koch una vegada va dir: "Hem de fer tot el possible perquè la reunió Pol un ucraïnès, estaria disposat a matar i per contra, un ucraïnès estaria disposat a matar un polonès". Kiritxuk cita un comissari alemany de Sarni la resposta a les queixes de Polònia era: ". Vostè vol Sikorski, els ucraïnesos volen Bandera. Lluitin entre si".
Els nazis substituïren policies ucraïnesos que van desertar del servei alemany amb policies polonesos. Els motius polonesos per unir-s'hi eren locals i personals: per defensar-se o venjar atrocitats de l'UPA. La política alemanya feia una crida a l'assassinat de la família de cada policia ucraïnès que hagués desertat i a destruir el llogaret de qualsevol oficial de policia ucraïnès que hagués desertat amb les seves armes. Aquestes represàlies es van dur a terme utilitzant policies polonesos acabats de reclutar. Tot i que la participació dels polonesos volinians a la policia alemanya es va produir després dels atacs de l'UPA sobre els assentaments polonesos, va proveir als nacionalistes ucraïnesos de fonts útils de propaganda i va ser utilitzada com una justificació per a l'acció de neteja. Un líder de l'OUN-B va resumir la situació a l'agost de 1943 dient que l'administració alemanya "utilitza «polacs» en les seves accions destructives. Davant d'això, els destruïm sense pietat." Malgrat les desercions al març i abril de 1943, la Policia Auxiliar es va mantenir en gran manera amb ucraïnesos, i els ucraïnesos al servei dels nazis van continuar la pacificació de polonesos i altres pobles.
Unitats de partisans soviètics presents a la zona estaven al corrent de les massacres. El 25 de maig de 1943, el comandant de les forces partisanes soviètiques de la zona de Rivne va subratllar en el seu informe al quarter general que els nacionalistes ucraïnesos no disparen als polonesos, però els esquarteren amb ganivets i destrals, sense cap consideració d'edat o de gènere.

## Nombre de baixes
El nombre exacte de víctimes civils de les massacres roman desconegut. Els historiadors estimen que la xifra pot estar entre els 35 i 60 mil només a Volinia, mentre que les estimacions totals de les víctimes poloneses de la neteja ètnica a Ucraïna varien entre 100 i 500 mil. A part dels polonesos, els colonitzadors txecs també van desaparèixer. L'UPA no va fer distincions amb les famílies mixtes, inclosos ucraïnesos (Piotrowski escriu que els nacionalistes de l'OUN-UPA també havien assassinat ucraïnesos, aquells que van ajudar els polonesos o cooperaven amb les unitats soviètiques). La neteja ètnica es va dirigir a la població rural desarmada, ja que l'UPA no tenia presència a les ciutats.
El bàndol polonès també es va embrancar en actes de venjança i brutalitat. No obstant això, el nombre de víctimes ucraïneses no està documentat, alguns fets relatius a les accions de l'Exèrcit Interior Polonès donen com a resultat l'assassinat d'uns 20 mil civils ucraïnesos només a Volínia, possiblement amb un total de 60 mil civils ucraïnesos a la regió. El nombre exacte no està documentat. És possible, que en aquestes xifres s'incloguin ucraïnesos procedents de famílies mixtes. Tot s'estudia sobre l'estimació real de les víctimes de cada costat.
Les xifres citades poden incloure també les víctimes de l'alemany Schutzmannschaft i les dels partisans soviètics.

## Reconciliació
S'estan duent a terme esforços per a la reconciliació entre polonesos i ucraïnesos sobre aquests tràgics successos. L'Institut de la Memòria Història polonès està duent a terme extenses investigacions, recopilant més de 10 mil pàgines de documents i protocols. El bàndol polonès ha donat els primers passos per a la reconciliació. El 2002 el president Aleksander Kwaśniewski va expressar la seva pena relativa als programes de reubicació, coneguts com a Operació Vístula (Operació Wisla), afirmant que la "Operació Vístula va ser la venjança de la carnisseria de polonesos per part de l'Exèrcit Insurgent Ucraïnès" el 1943-1944"
El govern ucraïnès no ha emès cap disculpa. L'11 de juliol de 2003, els presidents Aleksander Kwaśniewski i Leonid Kutxma van assistir a la cerimònia duta a terme en el llogaret de Pavlivka a Volínia (abans anomenada Poryck). Van inaugurar el monument a la reconciliació, però el president Kutxma no va oferir cap disculpa. Els ucraïnesos, sense previ avís, van canviar la inscripció del monument, tot i haver-ho prèviament acordat amb els polonesos. Després, els ucraïnesos van emetre una disculpa per l'error de traducció, i van prometre rectificar. També, l'anterior cap de la Verkhovna Rada Volodímir Litvin rebutja qualsevol crida perquè l'estat ucraïnès es disculpi per les massacres de 1943 a Volínia.
El president polonès remarca que és injust condemnar tota la nació ucraïnesa per aquests actes de terror, dient que "La nació ucraïnesa no pot ser condemnada per les massacres perpetrades contra la població polonesa. No hi ha nacions culpables ... sempre és gent específica la que té la responsabilitat dels crim.
El president ucraïnes Petrò Poroixenko en l'any 2014 va demanar perdo davant parlament i president polonèsos per crims comeses per ucraïnesos durant la Segona Guerra mundial. https://www.istpravda.com.ua/short/2014/12/18/146107/
Com tambe diversos grups de intelectuals ucraïnesos demanaren en varies ocasions trobar camins de reconciliació i perdo mutu entre polonesos i ucraïnesos.

## La qüestió del genocidi

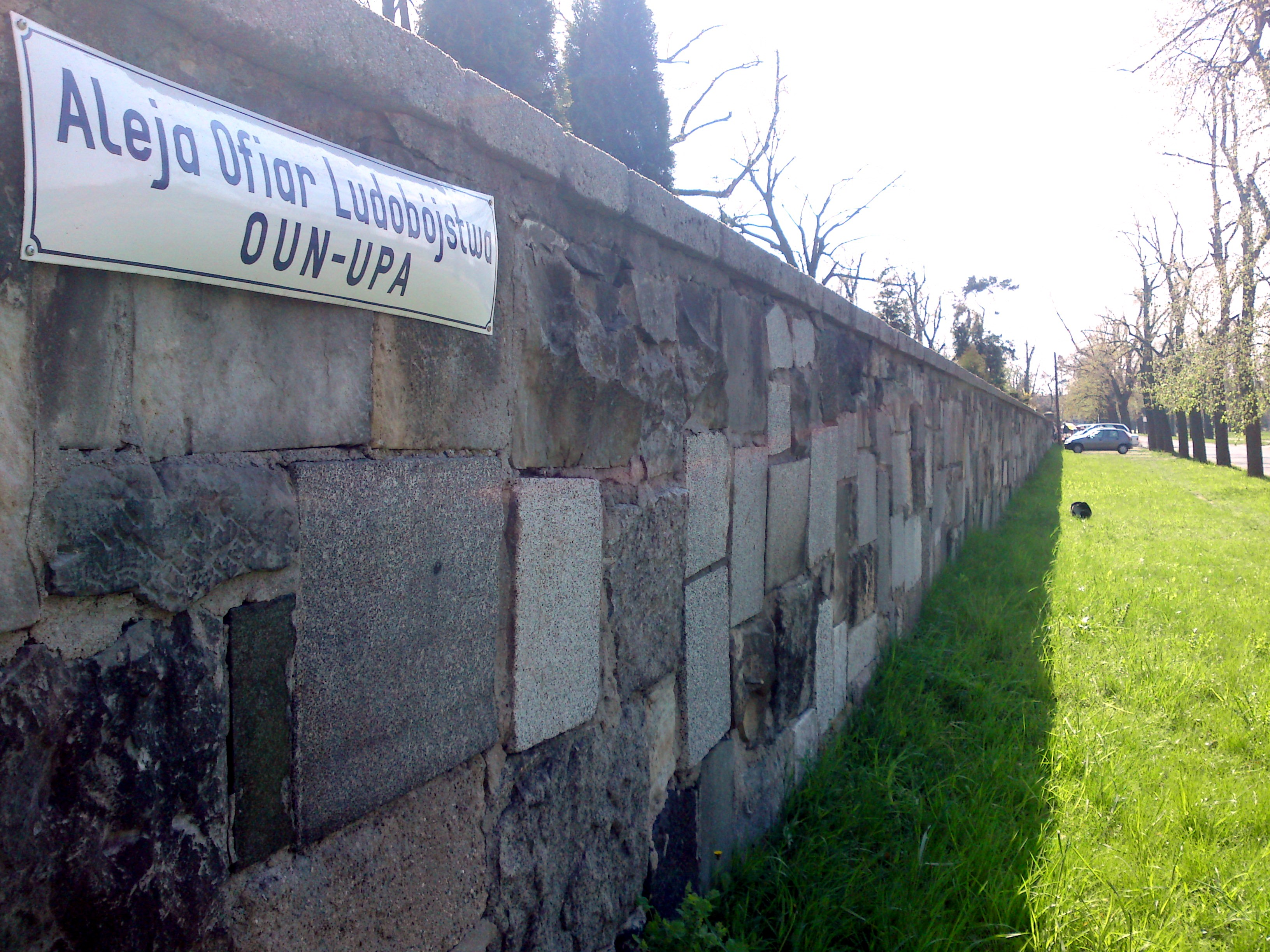
Avinguda OUN-UPA Víctimes del Genocidi a Legnica, Polònia

L'Institut de la Memòria Nacional va investigar els crims comesos per l'UPA contra els polonesos a Volínia, Galítsia, i abans de la guerra al voivodat de Lublin, recopilant més de 10.000 pàgines de documents i protocols. Les massacres han estat classificades pel fiscal de la Comissió, Piotr Zając, com a constitutives de genocidi. d'acord amb Zając, "no hi ha dubte que els crims comesos contra el poble de nacionalitat polonesa tenen el caràcter de (...) genocidi ".
El 15 de juliol de 2009, el Sejm de la República de Polònia va aprovar per unanimitat una resolució sobre "el destí tràgic dels polonesos a les terres fronteres orientals". El text de la resolució estableix que aquest mes de juliol de 2009 es compleix el 66è aniversari "de l'inici de les accions anti-polonesos per part de l'Organització dels Nacionalistes Ucraïnesos i l'Exèrcit Insurgent Ucraïnès als territoris orientals de Polònia - assassinats massius que es caracteritzen per una neteja ètnica amb trets de genocidi."